# 2015年中华人民共和国腐败案件
2015年中华人民共和国腐败案件，是指2015年间公布、审理或审判的中华人民共和国（不包括香港特别行政区、澳门特别行政区、台湾）境内的贪污、腐败案件。
本条目所列案件，均以中央纪委监察部官网“纪律审查”一栏所列案件为准,并不完全囊括中国大陆各地腐败案件。有关部分党政高层、各级官员的涉腐传闻在得到官方正式证实前不列入本词条。部分职级较高的（副省级及以上）的官员落马案件（以及大案、要案）会以黑体字特别标示。

## 1月
- 1月1日，贵州省公安厅交通管理局副巡视员陈建州涉嫌严重违纪，接受组织调查。
- 1月2日，中国外交部发言人證實，部長助理兼禮賓司司長張昆生，因涉嫌違紀接受组织調查。
- 1月2日，中共湖北省紀委對鄂州市人大常委会原黨組書記、主任塗維發嚴重違紀違法問題進行立案審查，决定给予涂维发开除党籍、开除公职处分，将其涉嫌犯罪问题及线索移送司法机关依法处理。
- 1月2日，中共湖北省紀委對黃石市人大常委会原黨組書記、副主任朱中華嚴重違紀違法問題進行立案審查，决定给予朱中华开除党籍、开除公职处分，将其涉嫌犯罪问题及线索移送司法机关依法处理。
- 1月2日，中共湖北省紀委對荊州市政协原黨組副書記、副主席余紅星嚴重違紀違法問題進行立案審查，决定给予余红星开除党籍、开除公职处分，将其涉嫌犯罪问题及线索移送司法机关依法处理。
- 1月4日，中共江苏省委常委、南京市委书记杨卫泽涉嫌严重违纪违法，接受组织调查。
- 1月4日，中共重庆市纪委，决定给予重庆市永川区委原常委董乃军开除党籍、开除公职处分。
- 1月4日，中国交通运输部纪检组对辽宁海事局原局长侯景华（正局级）涉嫌严重违纪违法问题立案调查，并移送司法机关采取强制措施。
- 1月5日，重庆市纪委决定给予重庆水电学院原党委书记曾维宽开除党籍处分；由相关部门办理其开除公职手续。
- 1月5日，贵州省黔西南州民族职业技术学院党委副书记、院长姜紫勤涉嫌严重违纪，接受组织调查。
- 1月5日，中共重庆市纪委决定给予原重庆市渝北区委常委、副区长范赛虎开除党籍、开除公职处分。
- 1月5日，中国南方航空股份有限公司副总经理陈港、运行总监田晓东因涉嫌职务犯罪被检察机关立案侦查。
- 1月5日，宁夏回族自治区信息化建设办公室副主任周金柱（副厅级）涉嫌严重违纪，接受组织调查。
- 1月5日，中共中央纪委驻交通运输部纪检组对中国民航飞行学院原院长郑孝雍、副院长吴旭勇、副总会计师刘洪元涉嫌严重违纪违法问题立案调查，并移送司法机关采取强制措施。
- 1月6日，经安徽省人民检察院指定管辖，安徽省马鞍山市人民检察院决定，依法对中共淮南市委原书记方西屏涉嫌受贿、滥用职权犯罪立案侦查，并采取强制措施。
- 1月6日，经浙江省人民检察院指定管辖，浙江省绍兴市人民检察院决定，依法对中共宁波市委常委、宣传部部长洪嘉祥（正厅级）涉嫌受贿犯罪立案侦查，并采取强制措施。
- 1月6日，广东省广州市政协原副主席潘胜燊因涉嫌严重违纪违法问题，接受组织调查。
- 1月6日，四川省成都市中级人民法院院长牛敏涉嫌严重违纪违法，接受组织调查。
- 1月6日，中共湖北省纪委对湖北省咸宁市委常委、市总工会主席程群林涉嫌严重违纪问题进行立案审查。
- 1月7日，云南省大理州委常委、大理市委书记褚中志涉嫌严重违纪，接受组织调查。
- 1月7日，中共四川省纪委对四川省农业厅副厅长姜文康涉嫌严重违纪问题进行立案调查，并将姜文康移送司法机关依法处理。
- 1月7日，重庆市永川区公安局政委王程（副厅局级）涉嫌严重违纪违法，接受组织调查。
- 1月7日，中国南方航空股份有限公司副总经理徐杰波、周岳海因涉嫌职务犯罪被检察机关立案侦查。
- 1月8日，中共贵州省纪委对黔南州人民政府原副巡视员程全洪涉嫌严重违纪问题立案审查。
- 1月8日，武汉软件工程职业学院原党委书记黄凤凯（正局级）涉嫌严重违纪，接受组织调查。
- 1月8日，河北省唐山市人大常委会副主任刘桂东涉嫌严重违纪违法，接受组织调查。
- 1月8日，中共广东省纪委对广东省阳江市政协主席韦丽坤严重违纪问题进行了立案检查,决定给予韦丽坤开除党籍、开除公职处分，收缴其违纪所得，其涉嫌犯罪问题及线索移送司法机关依法处理。
- 1月8日，中共广州市纪委对广州市市委委员、花都区委书记杨雁文严重违纪问题进行立案检查，决定给予杨雁文开除党籍处分，其涉嫌犯罪问题移送司法机关依法处理（广州市已对其作出开除公职处理）。
- 1月8日，中共广东省纪委对省广晟资产经营有限公司原董事长李进明严重违纪问题进行了立案检查，决定给予李进明开除党籍、开除公职处分，收缴其违纪所得。
- 1月9日，中共成都市纪委将涉嫌违纪和犯罪的彭州市原市长杜浒移送司法机关处理。
- 1月9日，江苏省能源局局长陈勇被逮捕。
- 1月9日，中共安徽省纪委对滁州城市职业学院原院长黄修玉严重违纪违法的问题进行了立案审查，给予黄修玉开除党籍、开除公职处分。
- 1月9日，景德镇陶瓷学院原党委书记冯林华涉嫌严重违纪，接受组织调查。
- 1月9日，河南省新乡市副市长崔学勇涉嫌严重违纪，接受组织调查。
- 1月12日，中共江苏省张家港市委常委黄尧涉嫌严重违纪接受调查。
- 1月12日，江苏省无锡市人大常委会原副主任张云昌（副厅级）涉嫌受贿犯罪一案，经江苏省人民检察院依法指定管辖，由江苏省泰州市人民检察院向江苏省泰州市中级人民法院提起公诉。
- 1月13日，中共云南省委原书记白恩培被中共中央纪委决定开除中共党籍、开除公职并被最高人民检察院立案侦查。[1]
- 1月13日，中共吉林省松原市委原书记蓝军涉嫌受贿犯罪被立案侦查。
- 1月13日，中共廣東省委辦公廳副主任、省公安廳黨委副書記蔡廣遼，因「違紀違法」，被免去广东省政協社會和法制委員會副主任職務。
- 1月14日，中共中央纪委十八届五次全会确认给予中国科协原常务副主席申维辰、河北省委组织部原部长梁滨开除中共党籍处分。
- 1月14日，辽宁省人民检察院决定，依法对辽宁省黄金管理局原局长、中国黄金集团辽宁黄金有限公司原经理李奇瑞（副厅级）涉嫌受贿犯罪决定逮捕。
- 1月14日，辽宁省人民检察院决定，依法对中国民用航空华北地区空中交通管理局党委书记赵焕光（副厅级）涉嫌受贿犯罪决定逮捕。
- 1月14日，河北省人民检察院决定，依法对河北省衡水市政协原主席王宝军（正厅级）涉嫌受贿犯罪决定逮捕。
- 1月15日，浙江省慈溪市人民政府副市長張定偉涉嫌嚴重違紀，接受組織調查。
- 1月15日，北京市政協常委會發布消息，市政協民族宗教委員會主任佟根柱因涉嫌違紀違法，正在接受組織調查。
- 1月15日，中国人民解放军新闻门户网站“中國軍網”公佈了近期查處的16名軍級以上幹部重大案件，陈列如下[2]：
  - 原防空兵指挥学院政委王明贵因涉嫌严重违纪，2013年11月总参纪委对其立案调查，2014年1月移送军事司法机关依法处理。
  - 山西省军区原司令员方文平因涉嫌严重违纪，2014年3月军委纪委对其立案调查，2014年5月移送军事司法机关依法处理。
  - 西藏军区副政委卫晋因涉嫌严重违纪，2014年4月成都军区纪委对其立案调查，2014年7月移送军事司法机关依法处理。
  - 四川省军区原政委叶万勇因涉嫌严重违纪，2014年5月军委纪委对其立案调查，2014年8月移送军事司法机关依法处理。
  - 成都军区副司令员杨金山因涉嫌严重违纪，2014年7月军委纪委对其立案调查，2014年8月移送军事司法机关依法处理。
  - 济南军区原副参谋长张祁斌因涉嫌严重违纪，2014年8月军委纪委对其立案调查，2014年11月移送军事司法机关依法处理。
  - 解放军总后勤部司令部副参谋长符林国因涉嫌违法犯罪，2014年5月军事检察机关对其立案侦查。
  - 中央军委原副主席徐才厚因涉嫌违法犯罪，2014年6月军事检察机关对其立案侦查，2014年10月移送审查起诉。
  - 解放军总后勤部副部长刘铮因涉嫌违法犯罪，2014年11月军事检察机关对其立案侦查。
  - 南京政治学院副院长戴维民因涉嫌违法犯罪，由纪检机关移送，2014年11月军事检察机关对其立案侦查。
  - 解放军信息工程大学副政委高小燕因涉嫌违法犯罪，2014年11月军事检察机关对其立案侦查。
  - 南京政治学院政治部主任马向东因涉嫌违法犯罪，2014年12月军事检察机关对其立案侦查。
  - 黑龙江省军区副司令员张代新因涉嫌违法犯罪，2014年12月军事检察机关对其立案侦查。
  - 兰州军区副政委范长秘因涉嫌违法犯罪，2014年12月军事检察机关对其立案侦查。
  - 第二炮兵副政委于大清因涉嫌违法犯罪，2014年12月军事检察机关对其立案侦查。
  - 中国人民解放军96301部队副部队长陈强因犯贪污、受贿、巨额财产来源不明罪，2014年5月解放军总直属队军事法院判处其无期徒刑。
- 1月16日，中华人民共和国國家安全部副部長馬建涉嫌嚴重違紀違法被調查。
- 1月16日，中共黃山市委常委、副市長張文明涉嫌嚴重違紀，接受組織調查
- 1月16日，遼寧省人民政府副秘書長魏俊星涉嫌嚴重違紀違法，接受組織調查。
- 1月16日，中共中央办公厅秘书局原局长霍克涉嫌严重违纪违法接受组织调查。
- 1月19日，东北石油大学原党委书记孙彦彬（正厅级）因涉嫌严重违纪违法，被立案调查。
- 1月19日，黑龙江省大庆市副市长、大庆市高新技术产业开发区管委会党工委书记杨彦彬因涉嫌严重违纪违法，接受组织调查。
- 1月19日，黑龙江省抚远县原县长、省政府抚远三角洲管理委员会原常务副主任付延成（副厅级）因涉嫌严重违纪违法，接受组织调查。
- 1月19日，四川省成都市侨联党组书记、主席陈雄涉嫌严重违纪违法，接受组织调查。
- 1月20日，中共西藏自治区纪委对自治区工业和信息化厅副巡视员朱太中严重违纪问题进行了立案检查，决定给予朱太中开除中共党籍、开除公职处分；将其涉嫌犯罪问题及有关线索移送司法机关处理。
- 1月20日，广东省广州市规划局副巡视员谢国玮涉嫌严重违纪，接受组织调查。
- 1月20日，广州广日集团有限公司副总经理白文涉嫌严重违纪，接受组织调查。
- 1月20日，中共山东省纪委对山东凯远集团董事长、总裁、党委书记张明全涉嫌严重违纪违法问题立案调查，决定给予张明全开除中共党籍、开除公职处分；将其涉嫌犯罪问题及线索移送司法机关处理。
- 1月21日，福建省龙岩市副市长陈盛仪涉嫌严重违纪违法，接受组织调查。
- 1月21日，中共湖北省纪委对宜昌市人大常委会原副主任、党组成员谭春玉严重违纪违法问题进行了立案审查，决定给予谭春玉开除中共党籍、开除公职处分；将其涉嫌犯罪问题及线索移送司法机关处理。
- 1月21日，中共湖北省纪委对孝感市人大常委会原副主任、党组成员张延臣严重违纪违法问题进行了立案审查，决定给予张延臣开除中共党籍、开除公职处分；将其涉嫌犯罪问题及线索移送司法机关处理。
- 1月22日，浙江省国贸集团副总经理任海津（原浙江省五矿公司董事长、党委书记）涉嫌严重违纪，接受组织调查。
- 1月22日，中共内蒙古自治区赤峰市委副书记包崇明涉嫌严重违纪违法，接受组织调查。
- 1月23日，中共江苏省无锡市委常委、无锡新区党工委书记许刚涉嫌严重违纪违法，接受组织调查。
- 1月23日，江苏省泰州市政府党组成员、副市长贾春林涉嫌严重违纪违法，接受组织调查。
- 1月23日，中共兰州市委原书记、甘肃省人大常委会副主任陆武成涉嫌严重违纪违法，接受组织调查。
- 1月25日，中共山东省纪委对山东省人大常委、民族外事侨务委员会主任委员，省商务厅原党组书记、厅长吕在模涉嫌严重违纪问题立案审查，决定给予吕在模开除中共党籍、开除公职处分；将其涉嫌犯罪问题及线索移送司法机关处理。
- 1月26日，中共中央纪委对十八届中共中央纪委原委员、中共河北省委原常委、组织部原部长梁滨严重违纪问题进行了立案审查，决定给予梁滨开除中共党籍、开除公职处分；收缴其违纪所得；将其涉嫌犯罪问题及线索与所涉款物移送司法机关处理。
- 1月28日，中共西藏自治区山南地委原书记洛松次仁因涉嫌严重违纪，接受组织调查。
- 1月28日，河北省民政厅厅长古怀璞涉嫌严重违纪违法，接受组织调查。
- 1月30日，中共成都市纪委对成都市原市长助理、市委财经领导小组办公室主任刘俊林进行了立案调查，并将刘俊林移送司法机关依法处理。
- 1月30日，北京能源集团有限责任公司原董事长陆海军涉嫌严重违纪，接受组织调查。
- 1月30日，中共广东省纪委对广东省广晟资产经营有限公司原总经理、党委副书记钟金松严重违纪问题进行了立案检查，决定给予钟金松开除中共党籍处分，由省监察厅报省政府批准给予其开除公职处分，收缴其违纪所得，将其涉嫌犯罪问题及线索移送司法机关处理。
- 1月30日，公安部纪委对中共广东省委办公厅副主任、省公安厅党委副书记蔡广辽的严重违纪问题进行了立案检查，决定给予蔡广辽开除中共党籍处分，收缴其违纪所得，将其涉嫌犯罪问题及线索移送司法机关处理。

## 2月
- 2月2日，湖北省荆州市副市长马秋平因涉嫌严重违纪，接受组织调查。
- 2月2日，湖北省恩施州副州长肖作文因涉嫌严重违纪，接受组织调查。
- 2月2日，中共洪湖市委书记邹太新因涉嫌严重违纪，接受组织调查。
- 2月2日，中共云南省委宣传部常务副部长杨文虎涉嫌严重违纪，接受组织调查。
- 2月3日，广西新华书店集团股份有限公司董事长、党委书记黄健涉嫌严重违纪，接受组织调查。
- 2月3日，广西壮族自治区交通厅原厅长、党组书记黄华宽涉嫌严重违纪，正接受组织调查。
- 2月3日，贵州省纪委给予贵州省农委原党组成员、副主任滕昭义严重违纪开除中共党籍和公职处分。
- 2月3日，山东省济宁医学院党委书记侯端敏涉嫌严重违纪，接受组织调查。
- 2月3日，经中共中央批准，中共中央纪委对中共山西省委原常委、统战部原部长白云严重违纪问题进行了立案审查，决定给予白云开除中共党籍、开除公职处分；收缴其违纪所得；将其涉嫌犯罪问题及线索与所涉款物移送司法机关处理。
- 2月3日，'经中共中央批准，中共中央纪委对中共山西省委原常委'、秘书长聂春玉严重违纪问题进行了立案审查，决定给予聂春玉开除中共党籍、开除公职处分；收缴其违纪所得；将其涉嫌犯罪问题及线索与所涉款物移送司法机关处理。
- 2月4日，黑龙江省齐齐哈尔市政协党组成员、副主席孙立凯因涉嫌严重违纪违法，接受组织调查。
- 2月4日，四川省成都市纪委对成都市原市长助理周鸿德进行了立案调查。日前，成都市纪委已将周鸿德移送司法机关处理。
- 2月6日，广州广日集团有限公司党委委员林峰涉嫌严重违纪违法，接受组织调查。
- 2月6日，广州广日集团有限公司副总经理胡梓实涉嫌严重违纪违法，接受组织调查。
- 2月6日，中共广州市纪委派驻市民政局纪检组组长、纪委书记方少平涉嫌严重违纪违法，接受组织调查。
- 2月9日，中共浙江省纪委对中共宁波市委原常委、宣传部长洪嘉祥的严重违纪问题进行了立案审查，决定给予洪嘉祥开除中共党籍、开除公职处分；将其涉嫌犯罪问题移送司法机关处理。
- 2月9日，中共浙江省纪委对嘉兴市委原常委、公安局长李浩的严重违纪问题进行了立案审查，决定给予李浩开除中共党籍处分，并按有关规定予以行政开除处分；将其涉嫌犯罪问题移送司法机关处理。
- 2月9日，中共辽宁省纪委对中共铁岭市委原副书记、市政府原市长林强涉嫌严重违纪问题进行了立案审查，决定给予林强开除中共党籍处分；由监察厅报请省政府批准给予行政开除处分；收缴其违纪所得；将其涉嫌犯罪问题及线索移送司法机关依法处理。
- 2月9日，中共辽宁省纪委对中共辽宁省第十一届纪委委员、省政协原常委、人口资源环境委员会副主任张小普（辽宁省发展和改革委员会党组原书记、副主任）涉嫌严重违纪问题进行了立案审查，决定给予张小普开除中共党籍、开除公职处分；收缴其违纪所得；将其涉嫌犯罪问题移送司法机关依法处理。
- 2月9日，中共辽宁省纪委对辽宁省鞍山市中级人民法院原院长宋景春涉嫌严重违纪问题进行了立案审查，决定给予宋景春开除中共党籍处分；由其上级主管单位给予开除公职处分；收缴其违纪所得；将其涉嫌犯罪问题及线索移送司法机关依法处理。
- 2月9日，中共辽宁省纪委对辽东学院原副院长吕继臣涉嫌严重违纪问题进行了立案审查，决定给予吕继臣开除中共党籍、开除公职处分；收缴其违纪所得；将其涉嫌犯罪问题及线索移送司法机关依法处理。
- 2月9日，中共辽宁省纪委对辽宁省沈阳市人民政府原参事王燕玲（沈阳市食品药品监督管理局原局长）涉嫌严重违纪问题进行了立案审查，决定给予王燕玲开除中共党籍、行政开除处分；收缴其违纪所得；将其涉嫌犯罪问题及线索移送司法机关依法处理。
- 2月10日，辽宁省国有资产监督管理委员会纪委书记刘凯涉嫌严重违纪违法，接受组织调查。
- 2月10日，江苏省盐业集团原董事长王德善涉嫌严重违纪违法，接受组织调查。
- 2月10日，江苏省扬州经济技术开发区管委会主任季允丰涉嫌严重违纪违法，接受组织调查。
- 2月10日，中共黑龙江省纪委对黑龙江省政协副巡视员许兆君严重违纪问题进行了立案调查，决定给予许兆君开除中共党籍、开除公职处分；收缴其违纪所得；将其涉嫌犯罪问题及线索移送司法机关处理。
- 2月10日，中共黑龙江省纪委对省农垦北安管理局党委书记许先珠严重违纪问题进行了立案调查，决定给予许先珠开除中共党籍、开除公职处分；收缴其违纪所得；将其涉嫌犯罪问题及线索移送司法机关处理。
- 2月11日，中共福建省纪委给予福建省烟草公司原党组成员、纪检组长孙佳和（已退休）开除中共党籍处分。目前，司法机关正对其涉嫌犯罪问题进行处理。
- 2月11日，中共福建省纪委给予中共南平市委原常委、秘书长陈杰（已退休）开除中共党籍处分。此前，陈杰已因犯受贿罪被判处有期徒刑十四年。
- 2月11日，中共四川省纪委对中共成都市温江区委原书记谢超进行了立案调查。日前，四川省纪委已将谢超移送司法机关处理。
- 2月11日，新疆生产建设兵团纪委给予兵团第七师原党委书记、政委李应良开除中共党籍和开除处分，其涉嫌犯罪问题及线索已移送司法机关处理。
- 2月11日，中共广西壮族自治区纪委对广西交通运输厅原党组书记、厅长黄华宽严重违纪违法问题进行了立案审查，决定给予黄华宽开除中共党籍处分，并取消其退休待遇，将其涉嫌犯罪问题及线索移送司法机关处理。
- 2月12日，中共四川省纪委对四川省投资集团有限责任公司原副董事长赵德胜进行了立案调查。目前，省纪委已将赵德胜移送司法机关处理。
- 2月12日，中共陕西省纪委对陕西有色金属控股集团有限责任公司原总经理、党委副书记汪汉臣涉嫌严重违纪违法问题进行了立案调查，决定给予汪汉臣开除中共党籍、开除公职处分，收缴违纪所得，其涉嫌犯罪问题及线索移送司法机关处理。
- 2月13日，经中共中央批准，中共中央纪委对河南省人大常委会原党组书记、副主任秦玉海严重违纪问题进行了立案审查，决定给予秦玉海开除中共党籍、开除公职处分；收缴其违纪所得；将其涉嫌犯罪问题、线索及所涉款物移送司法机关处理。
- 2月13日，经中共中央批准，中共中央纪委对黑龙江省人大常委会原副主任、省农垦总局原党委书记隋凤富严重违纪问题进行了立案审查，决定给予隋凤富开除中共党籍、开除公职处分；收缴其违纪所得；将其涉嫌犯罪问题、线索及所涉款物移送司法机关处理。
- 2月13日，经中共中央批准，中共中央纪委对天津市政协原副主席、市公安局原局长武长顺严重违纪问题进行了立案审查，决定给予武长顺开除中共党籍、开除公职处分；收缴其违纪所得；将其涉嫌犯罪问题、线索及所涉款物移送司法机关处理。
- 2月13日，经中共中央批准，中共中央纪委对山西省原省委常委、副省长杜善学严重违纪问题进行了立案审查。依据《中国共产党纪律处分条例》等有关规定，经中共中央纪委审议并报中共中央批准，决定给予杜善学开除中共党籍处分；由监察部报请国务院批准给予其行政开除处分；收缴其违纪所得；将其涉嫌犯罪问题、线索及所涉款物移送司法机关处理。
- 2月13日，解放军总参谋部管理保障部副部长、中央军委办公厅直属工作局原局长刘洪杰在北京市第十四届人民代表大会常务委员会被通报已被解放军检察机关立案侦查。北京市人大常委会第十七次会议确认许可对刘洪杰采取强制措施。
- 2月15日，原贵州赤天化集团有限责任公司党委委员、副总经理李欣雁（副厅级）涉嫌严重违纪，接受组织调查。
- 2月15日，中共贵阳市委常委、观山湖区委书记丁旭东涉嫌严重违纪，接受组织调查。
- 2月15日，中共湖北省纪委对中共宜昌市委原常委、统战部长熊伟严重违纪问题进行了立案审查，决定给予熊伟开除中共党籍、开除公职处分；将其涉嫌犯罪问题及线索移送司法机关处理。
- 2月15日，中共湖北省纪委对中共孝感市市委原委员、人大常委会原副主任、党组成员刘建军严重违纪问题进行了立案审查，决定给予刘建军开除中共党籍、开除公职处分；将其涉嫌犯罪问题及线索移送司法机关处理。
- 2月16日，中共成都市纪委对成都市侨联原党组书记、主席陈雄进行了立案调查。日前，中共成都市纪委已将陈雄移送司法机关处理。
- 2月16日，浙江省政协原党组副书记、副主席斯鑫良涉嫌严重违纪违法，接受组织调查。其子、共青团浙江省委常委、组织部长斯力此前亦被有关当局带走。
- 2月16日，经中共中央批准，中共中央纪委对全国政协原副主席苏荣严重违纪问题进行了立案审查，决定给予苏荣开除中共党籍、开除公职处分；将其涉嫌犯罪问题、线索及所涉款物移送司法机关处理。
- 2月17日，经中共中央批准，中共中央纪委对第十八届中央候补委员、山西省委原常委、太原市委原书记陈川平严重违纪问题进行了立案审查，决定给予陈川平开除中共党籍、开除公职处分；收缴其违纪所得；将其涉嫌犯罪问题、线索及所涉款物移送司法机关处理。
- 2月17日，经中共中央批准，中共中央纪委对第十八届中央候补委员、山东省委原常委、济南市委原书记王敏严重违纪问题进行了立案审查，决定给予王敏开除中共党籍、开除公职处分；将其涉嫌犯罪问题、线索及所涉款物移送司法机关处理。
- 2月17日，经中共中央批准，中共中央纪委对第十八届中央候补委员、广东省政协原主席朱明国严重违纪问题进行了立案审查，决定给予朱明国开除中共党籍、开除公职处分；将其涉嫌犯罪问题、线索及所涉款物移送司法机关依法处理。
- 2月17日，中共中央纪委对江西省政协副主席许爱民严重违纪问题进行立案审查，决定给予许爱民开除中共党籍处分，取消其副省级待遇，降为副处级非领导职务。
- 2月26日，中共贵州省纪委对贵州茅台酒厂（集团）有限责任公司副总经理房国兴进行了立案调查。经查，房国兴的行为已构成严重违纪，其中部分问题已涉嫌犯罪。日前，贵州省纪委已将房国兴移送司法机关依法处理。
- 2月27日，湖北省随州市人大副主任陈家堂因涉嫌严重违纪，接受组织调查。
- 2月27日，中共山东省纪委对省监狱管理局里能分局原局长（副厅级）、党委书记曹务顺涉嫌严重违纪违法问题立案调查，决定给予曹务顺开除党籍处分，取消退休待遇；将其涉嫌犯罪问题及线索移送司法机关处理。
- 2月27日，云南煤化工集团有限公司董事长和军涉嫌严重违纪，接受组织调查。
- 2月27日，云南物流产业集团有限公司党委书记、副董事长周少方涉嫌严重违纪，接受组织调查。
- 2月28日，中共福建省漳州市委常委、宣传部长许荣勇涉嫌严重违纪违法，接受组织调查。
- 2月28日，中共山东省枣庄市委原书记陈伟涉嫌违纪，接受组织调查。
- 2月28日，西藏自治区那曲地区行署原副专员、现任西藏自治区安全生产监督管理局副局长欧嘎涉嫌严重违纪，接受组织调查。
- 2月28日，中共湖北省纪委对襄阳市委原常委、市公安局原局长夏先禄严重违纪问题进行了立案审查，决定给予夏先禄开除党籍处分；由省监察厅报请省政府批准给予其行政开除处分；收缴其违纪所得；将其涉嫌犯罪问题及线索移送司法机关处理。
- 2月28日，中共湖北省纪委对湖北美术学院原正院级干部官汉蒙严重违纪问题进行了立案审查，决定给予官汉蒙开除党籍处分；由省监察厅报请省政府批准给予其开除公职处分；收缴其违纪所得；将其涉嫌犯罪问题及线索移送司法机关处理。
- 2月28日，中共宁夏回族自治区纪委对自治区公安厅党委委员、副厅长贾奋强，自治区交通运输厅党委委员、副厅长杨有明涉嫌严重违纪问题进行了立案审查，决定给予贾奋强、杨有明开除党籍处分；经自治区监察厅研究，并报自治区人民政府批准，决定给予贾奋强、杨有明行政开除处分；由自治区人大常委会依法罢免贾奋强两级人大代表职务；收缴贾奋强、杨有明违纪所得；将其涉嫌犯罪问题及线索移送司法机关处理。
- 2月28日，湖北省黄冈市人大常委会主任龙福清因涉嫌严重违纪，接受组织调查
- 2月28日，湖北省武汉市政府咨询委员会委员、正厅级巡视员王绍志因涉嫌严重违纪，接受组织调查。

## 3月
- 3月2日，中国人民解放军新闻门户网站“中國軍網”公佈了近期查處的14名軍級以上幹部重大案件，陈列如下[3]：
  - 中央军委原副主席郭伯雄之子、浙江省軍區副政委郭正鋼因涉嫌違法犯罪，2015年2月軍事檢察機關對其立案偵查。
  - 湖北省軍區原司令員苑世軍因涉嫌嚴重違紀，2014年10月軍委紀委對其立案調查，2015年2月移送軍事司法機關依法處理。
  - 成都軍區聯勤部部長朱和平因涉嫌嚴重違紀，2014年8月軍委紀委對其立案調查，2015年1月移送軍事司法機關依法處理。
  - 沈陽軍區聯勤部原部長王愛國因涉嫌嚴重違紀，2014年11月軍委紀委對其立案調查，2015年2月移送軍事司法機關依法處理。
  - 山西省軍區政治部原主任黃獻軍因涉嫌嚴重違紀，2014年11月軍委紀委對其立案調查，2015年1月移送軍事司法機關依法處理。
  - 國防大學政治部副主任段天傑因涉嫌嚴重違紀，2014年11月軍委紀委對其立案調查，2015年1月移送軍事司法機關依法處理。
  - 解放军軍事科學院科研指導部原部長黃星因涉嫌嚴重違紀，2015年1月軍委紀委對其立案調查，2015年2月移送軍事司法機關依法處理。
  - 第二炮兵副政委張東水因涉嫌違法犯罪，2015年1月軍事檢察機關對其立案偵查。
  - 總參謀部管理保障部副部長劉洪傑因涉嫌違法犯罪，2015年1月軍事檢察機關對其立案偵查。
  - 海軍北海艦隊副參謀長程傑因涉嫌違法犯罪，2015年1月軍事檢察機關對其立案偵查。
  - 廣州軍區聯勤部原副部長陳劍鋒因涉嫌違法犯罪，2015年1月軍事檢察機關對其立案偵查。
  - 北京軍區空軍政治部副主任陳紅岩因涉嫌違法犯罪，2015年2月軍事檢察機關對其立案偵查。
  - 廣州軍區空軍後勤部部長王聲因涉嫌違法犯罪，2015年2月軍事檢察機關對其立案偵查。
  - 湖北省軍區原副司令員蘭偉傑因犯受賄罪、巨額財產來源不明罪和非法持有槍支、彈藥罪，2015年1月廣州軍區軍事法院判處其無期徒刑。
- 3月2日，中共河南省委组织部巡视员郝天宇涉嫌严重违纪，接受组织调查。
- 3月2日，山西晋城市中院以贪污罪一审判处《人民代表报》原副总编辑宋利死刑，缓期二年执行。身为山西长治市原市长张保情妇的宋利因贪污金额高达6359.65万元而被网民戏称为“史上最牛情妇”。
- 3月3日，中共山西省纪委对第十届山西省委委员、山西省国土资源厅原厅长李建功严重违纪问题进行了立案审查，决定给予李建功开除党籍处分；依照《行政机关公务员处分条例》有关规定，经省监察厅研究，报请省政府批准，给予李建功开除公职处分；将其涉嫌犯罪问题、线索及所涉款物移送司法机关处理。
- 3月3日，中共河北省委常委、秘书长景春华涉嫌严重违纪违法，接受组织调查。
- 3月5日，中共黑龙江省肇源县委书记李延国因涉嫌严重违纪违法，接受组织调查。
- 3月5日，云南省德宏州政协原主席孟必光涉嫌严重违纪，接受组织调查。
- 3月6日，广西壮族自治区林业厅厅长、党组书记陈秋华涉嫌严重违纪，接受组织调查。
- 3月8日，广东省肇庆市政协副主席杨永，因涉嫌严重违纪问题，接受组织调查。
- 3月8日，广东省揭阳市人大常委会副主任陈延华，因涉嫌严重违纪问题，接受组织调查。
- 3月11日，中共乌鲁木齐市委原书记、新疆维吾尔自治区人大常委会原副主任栗智涉嫌严重违纪违法，接受组织调查。
- 3月13日，四川省凉山州人大常委会党组副书记、副主任刘明书涉嫌严重违纪违法，接受组织调查。
- 3月15日，中共云南省委副书记仇和涉嫌严重违纪违法，接受组织调查。
- 3月15日，中国第一汽车集团公司董事长、党委书记徐建一涉嫌严重违纪违法，接受组织调查。
- 3月15日，中央军委原副主席徐才厚因膀胱癌终末期，全身多发转移，多器官功能衰竭，医治无效在医院死亡。由于徐才厚病亡，根据《中华人民共和国刑事诉讼法》第十五条的规定，解放军军事检察院对徐才厚作出不起诉决定，其涉嫌受贿犯罪所得依法处理。
- 3月16日，中国石油天然气集团公司总经理廖永远涉嫌严重违纪违法，接受组织调查。
- 3月17日，上海市人民政府副秘书长戴海波涉嫌严重违纪违法，接受组织调查。
- 3月17日，宁夏回族自治区经济和信息化委员会党组成员、总经济师仇旭辉（副厅级）涉嫌严重违纪，接受组织调查。
- 3月18日，中国石油天然气集团公司塔里木油田分公司副总经理安文华、总会计师贾东，因涉嫌严重违纪，接受组织调查。
- 3月18日，中国电子科技集团公司中科芯集成电路股份有限公司（第五十八研究所）董事长（所长）张正璠涉嫌违纪，接受组织调查。
- 3月18日，中共昆明市委常委、副市长谢新松涉嫌严重违纪违法，接受组织调查。
- 3月18日，政协江西省第十一届委员会常务委员会第十一次会议决定，免去许爱民政协江西省第十一届委员会副主席职务、撤销其政协江西省第十一届委员会委员资格。
- 3月18日，湖南省有色地质勘查局原党组书记、局长王迪生涉嫌严重违纪，接受组织调查。
- 3月19日，湖北省农垦事业管理局副局长李寿垓因涉嫌严重违纪，接受组织调查。
- 3月19日，福建建工集团总公司副总经理张仲平涉嫌严重违纪违法，接受组织调查。
- 3月19日，山西省环境保护厅原党组书记、厅长刘向东涉嫌严重违纪违法，接受组织调查。
- 3月20日，福建省副省长徐钢涉嫌严重违纪违法，接受组织调查。
- 3月20日，广东省广州市纪委监察局对广日集团有限公司党委委员、副总经理林峰和广日集团有限公司副总经理胡梓实涉嫌违纪违法问题进行立案调查。鉴于二人涉嫌犯罪，将其移送司法进一步处理。
- 3月20日，江西省九江市人大常委会原副主任、九江经济技术开发区党工委原书记李光荣涉嫌严重违纪违法，接受组织调查。
- 3月20日，江西省抚州市政府副巡视员、抚州市发改委主任熊世平涉嫌严重违纪违法，接受组织调查。
- 3月20日，中共江西省九江市湖口县县委书记卢光辉涉嫌严重违纪违法，接受组织调查。
- 3月20日，辽宁省营口港务集团有限公司董事长、党委书记高宝玉涉嫌严重违纪违法，接受组织调查。
- 3月23日，中共山西省长治市委常委、襄垣县委书记田志明涉嫌严重违纪违法，接受组织调查。
- 3月24日，厦门市路桥建设集团有限公司原党委书记、董事长杨耀东涉嫌严重违纪违法，接受组织调查。
- 3月24日，中共中央纪委、监察部驻科技部纪检组监察局对科技部高新技术发展及产业化司原副司长胡世辉严重违纪问题进行了立案调查，决定给予胡世辉开除党籍处分；科技部决定给予其开除公职处分；将其涉嫌犯罪问题、线索及所涉款物移送司法机关依法处理。
- 3月24日，山西焦煤集团有限责任公司副总经理刘生瑞涉嫌严重违纪违法，接受组织调查。
- 3月24日，重庆市巫溪县人大常委会党组成员、副主任董景明涉嫌严重违纪，接受组织调查。
- 3月24日，广东电网公司原党委书记黄建军因涉嫌违法犯罪，被检察机关依法立案侦查并采取强制措施。
- 3月26日，湖南日报报业集团（湖南日报）党组成员、社务委员薛伯清涉嫌严重违纪，接受组织调查。
- 3月26日，吉林省松原市中级人民法院一审公开审理原吉林省通化市委副书记、市长田玉林受贿案，检方指控田玉林受贿财物折合人民币共计4600多万元，田玉林及其辩护律师当庭否认其中价值3500多万元的4套房产属于受贿。
- 3月27日，广东省深圳市政府原秘书长、南方科技大学原党委副书记李平因涉嫌严重违纪违法问题，接受组织调查。
- 3月28日，湖北省咸宁市人大常委会副主任周亨华因涉嫌严重违纪，接受组织调查。
- 3月28日，河北省衡水市原市委书记陈贵涉嫌严重违纪违法，接受组织调查。
- 3月30日，中国南方电网有限责任公司董事、副总经理、党组成员祁达才涉嫌严重违纪问题，接受组织调查。
- 3月30日，中共湖南省株洲市委常委、政法委书记谢清纯涉嫌严重违纪，接受组织调查。
- 3月30日，中共安徽省宿州市委常委、组织部部长蒋昌盛涉嫌严重违纪违法，接受组织调查。
- 3月30日，浙江省科协党组副书记、副主席陈世权涉嫌严重违纪，接受组织调查。
- 3月31日，宝钢集团有限公司副总经理崔健涉嫌严重违纪违法，接受组织调查。
- 3月31日，吉林省高速公路集团有限公司董事长兼党委书记、吉林高速公路股份有限公司董事长韩增义涉嫌严重违纪，接受组织调查。

## 4月
- 4月1日，中共广东省纪委副书记、省监察厅厅长、省预防腐败局局长钟世坚涉嫌严重违纪违法，接受组织调查。
- 4月1日，辽宁省监狱管理局党委常委、省监狱企业集团有限公司总经理宋万忠涉嫌严重违纪违法，接受组织调查。
- 4月1日，新疆维吾尔自治区民政厅副巡视员尹明奎涉嫌严重违纪违法，接受组织调查。
- 4月1日，甘肃省新闻出版广电局副巡视员卢旺存涉嫌严重违纪违法，接受组织调查。
- 4月2日，中共广东省纪委对省建筑设计研究院原院长王洪严重违纪问题进行立案检查。省纪委常委会议研究并报省委常委会议审议，决定给予王洪开除中共党籍、开除公职处分，收缴其违纪所得。此前，司法机关已对王洪涉嫌犯罪问题立案侦查。
- 4月2日，广东省监察厅对广州广日集团有限公司原总经理潘胜燊严重违纪问题进行立案调查。省监察厅厅长办公会议审议，决定给予潘胜燊开除公职处分，收缴其违纪所得。此前，司法机关已对潘胜燊涉嫌犯罪问题立案侦查。
- 4月2日，中国海洋石油总公司原党组成员、副总经理吴振芳涉嫌严重违纪，接受组织调查。
- 4月2日，广东省深圳市中级人民法院党组成员、副院长黄常青涉嫌严重违纪，接受组织调查。
- 4月2日，广东省深圳巴士集团股份有限公司副总经理黄志强涉嫌严重违纪违法，接受组织调查。
- 4月2日，甘肃省新闻出版广电局副巡视员卢旺存涉嫌严重违纪违法，接受组织调查。
- 4月2日，新疆维吾尔自治区民政厅副巡视员尹明奎涉嫌严重违纪违法，接受组织调查。
- 4月2日，天津市河北区政协主席崔志勇涉嫌严重违纪违法，接受组织调查。
- 4月3日，中共中央政治局原常委、中央政法委原书记周永康涉嫌受贿、滥用职权、故意泄露国家秘密案，由中国最高人民检察院侦查终结，经指定管辖，移送天津市人民检察院第一分院审查起诉。4月3日，天津市人民检察院第一分院向天津市第一中级人民法院提起公诉。起诉书指控：被告人周永康在担任中国石油天然气总公司副总经理，中共四川省委书记，中共中央政治局委员、公安部部长、国务委员和中共中央政治局常委、中央政法委书记等职务期间，利用职务上的便利，为他人谋取利益，非法收受他人巨额财物；滥用职权，致使公共财产、国家和人民利益遭受重大损失，社会影响恶劣，情节特别严重；违反保守国家秘密法的规定，故意泄露国家秘密，情节特别严重，依法应当以受贿罪、滥用职权罪、故意泄露国家秘密罪追究其刑事责任。
- 4月3日，吉林省白城市人大常委会原副主任冷有春涉嫌严重违纪，接受组织调查。
- 4月3日，中共广东省纪委对广东省地质局原局长欧阳志鸿严重违纪问题进行立案检查，决定给予欧阳志鸿开除中共党籍处分，由省监察厅报省政府批准给予其开除公职处分，收缴其违纪所得，将其涉嫌犯罪问题及线索移送司法机关依法处理。
- 4月3日，中共广东省纪委对广东省国土资源厅原副巡视员麦镜儒严重违纪问题进行立案检查，决定给予麦镜儒开除中共党籍处分，收缴其违纪所得；由省监察厅报省人民政府批准，取消其退休待遇；将其涉嫌犯罪问题和线索移送司法机关依法处理。
- 4月3日，中共重庆市纪委对重庆市涪陵区委原常委蔡勇严重违纪违法问题进行立案检查，决定给予蔡勇开除中共党籍、开除公职处分。
- 4月3日，中共重庆市纪委对重庆市开县县委原常委、原副县长李培中严重违纪违法问题进行立案检查，决定给予李培中开除中共党籍、行政开除处分。
- 4月7日，甘肃省白银市政协原主席郭德清涉嫌严重违纪违法，接受组织调查。
- 4月7日，青海省国土资源厅党委委员、副厅长吴国禄涉嫌严重违纪违法，接受组织调查。
- 4月7日，中共广东省纪委对揭阳市人大常委会副主任陈延华严重违纪问题进行立案审查，决定给予陈延华开除党籍、开除公职处分，收缴其违纪所得，将其涉嫌犯罪问题及线索移送司法机关依法处理，并建议有关部门依法撤销其揭阳市人大常委会副主任职务。此前，陈延华的揭阳市人大代表职务已被依法终止。
- 4月7日，中共广东省纪委对省财政厅原副厅长林楚欣严重违纪问题进行立案审查，决定给予林楚欣开除党籍处分，由省监察厅报省政府批准给予其开除公职处分，收缴其违纪所得，将其涉嫌犯罪问题及线索移送司法机关依法处理。
- 4月7日，中共广东省纪委对中共深圳市原市委常委、政法委书记蒋尊玉严重违纪问题进行立案审查，决定给予蒋尊玉开除党籍、开除公职处分，收缴其违纪所得。此前，司法机关已对蒋尊玉涉嫌犯罪问题立案侦查。
- 4月7日，西藏自治区审计厅党组成员、副厅长，那曲地区行署原副专员孙玉英涉嫌严重违纪，接受组织调查。
- 4月7日，新疆维吾尔自治区民政厅党组书记、副厅长莫涓涉嫌严重违纪违法，接受组织调查。
- 4月7日，山东省烟台市中级人民法院公开宣判江苏省南京市人民政府原市长季建业受贿一案，季建业被判处有期徒刑15年，并处没收个人财产人民币200万元。
- 4月8日，贵州省政协社会与法制委员会主任江建民涉嫌严重违纪，接受组织调查。
- 4月8日，福建省南安市委書記黃南康涉嫌嚴重違紀，目前正接受組織調查。
- 4月8日，一汽大众销售公司原副总经理石涛被吉林省白山市中级法院一审判处无期徒刑，石涛被认定受贿3303万元，另有2674万元巨额财产来源不明。
- 4月9日，中共中央依照中共党内有关纪律条例，决定对中共中央政治局原委员、中央军委原副主席郭伯雄进行组织调查。
- 4月9日，陕西省西安市中级人民法院公开宣判中共贵州省委原常委、遵义市委原书记廖少华受贿、滥用职权案，廖少华被判处有期徒刑16年，并处没收财产人民币130万元。
- 4月9日，河北省邢台市清河县县委书记冀东书（副厅级）涉嫌严重违纪违法，接受组织调查。
- 4月9日，重庆市园林事业管理局原党组书记、局长余守明涉嫌严重违纪违法，接受组织调查。
- 4月9日，青岛饮料集团有限公司党委副书记、总经理刘红梅涉嫌严重违纪违法，接受组织调查。
- 4月9日，中国东方电气集团股份有限公司风电事业部原副总经理张猛涉嫌严重违纪，接受组织调查。
- 4月9日，中共四川省纪委对省人大常委会研究室原主任曾平严重违纪违法问题进行了立案审查，决定给予曾平开除党籍处分；收缴其违纪所得；将其涉嫌犯罪的问题及涉案款物移送司法机关处理。
- 4月9日，宁夏回族自治区黄河农村商业银行原副行长、党委委员郑新平涉嫌严重违纪，接受组织调查。
- 4月9日，中共吉林省纪委对吉林省司法厅原副厅长、党委委员赵洪兴严重违纪问题进行了立案审查，决定给予赵洪兴开除党籍、行政开除处分；将其涉嫌犯罪问题、线索及所涉款物移送司法机关处理。
- 4月9日，中共吉林省纪委对四平红嘴经济技术开发区党工委原书记、管委会原主任杨文严重违纪问题进行了立案审查，决定给予杨文开除党籍、行政开除处分；收缴其违纪所得；将其涉嫌犯罪问题、线索及所涉款物移送司法机关处理。
- 4月10日，重庆市人大常委会原副主任谭栖伟涉嫌受贿一案，经中国最高人民检察院指定，由河北省人民检察院侦查终结后移送河北省衡水市人民检察院审查起诉，河北省衡水市人民检察院已向衡水市中级人民法院提起公诉。
- 4月10日，中共河南省安阳市市委常委薛蒙林涉嫌严重违纪，接受组织调查。
- 4月10日，中共山西省纪委对中共吕梁市原市委常委、政法委书记李良森严重违纪问题进行了立案审查，决定给予李良森开除党籍、开除公职处分，收缴其违纪所得。将其涉嫌犯罪问题移送司法机关处理。
- 4月10日，上海华谊（集团）公司原副总裁李军涉嫌严重违纪违法，接受组织调查。
- 4月10日，贵州省开发投资有限公司原董事长、总经理赵家兴涉嫌严重违纪违法，接受组织调查。
- 4月10日，中国东方电气集团东方电机有限公司原常务副总经理张天德涉嫌严重违纪违法，接受组织调查。
- 4月10日，中共四川省绵阳市委常委、常务副市长李炜涉嫌严重违纪违法，接受组织调查。
- 4月10日，中共云南省昆明市委书记高劲松涉嫌严重违纪违法，接受组织调查。
- 4月10日，中共山西省临汾市委常委、秘书长白建荣涉嫌严重违纪违法，接受组织调查。
- 4月10日，山西传媒学院党委书记解根法涉嫌严重违纪违法，接受组织调查。
- 4月10日，中国移动通信集团山西有限公司党组书记、董事长兼总经理苗俭中涉嫌严重违纪违法，接受组织调查。
- 4月11日，江苏省物价局副局长蔡敦成涉嫌严重违纪违法，接受组织调查。
- 4月11日，河南省人民检察院原副检察长李晋华（正厅级）涉嫌严重违纪，接受组织调查。
- 4月13日，河北省政协财政经济委员会副主任、国资委原主任周杰涉嫌严重违纪违法，接受组织调查。
- 4月13日，四川省疾病预防控制中心原主任、党委副书记康均行涉嫌严重违纪违法，接受组织调查。
- 4月13日，宁波港集团有限公司原总裁徐华江涉嫌严重违纪，接受组织调查。
- 4月13日，聊城大学党委常委、副校长孙兰雨涉嫌严重违纪，接受组织调查。
- 4月13日，中共中央纪委对山西省原副省长任润厚严重违纪违法问题进行了立案审查，鉴于其在党内纪律审查期间因病死亡，决定给予任润厚开除党籍处分，将其涉嫌违法所得移送司法机关依法处理。
- 4月14日，广东省茂名市委常委、统战部部长李玉楷因涉嫌严重违纪问题，接受组织调查。
- 4月14日，中共安徽省纪委对六安市经济技术开发区管委会原主任周耀严重违纪违法的问题进行了立案审查，决定给予周耀开除党籍、开除公职处分，将其涉嫌犯罪问题移送司法机关处理。
- 4月14日，天津市天津临港经济区管理委员会党组成员、副巡视员、办公室主任石力涉嫌严重违纪违法，接受组织调查。
- 4月15日，重庆市第三人民医院院长戴伟杰（副厅级）涉嫌严重违纪违法，接受组织调查。
- 4月15日，浙江省温州市副市长孔海龙涉嫌严重违纪，接受组织调查。
- 4月15日，山东省青岛市崂山区政协主席、党组书记郭德利涉嫌严重违纪违法，接受组织调查。
- 4月15日，广西壮族自治区司法厅副厅长梁振林因涉嫌严重违纪，接受组织调查。
- 4月15日，广西壮族自治区人民防空办公室纪检组组长曾爱东因涉嫌严重违纪，接受组织调查。
- 4月15日，广西壮族自治区监狱管理局原政委钟世范因涉嫌严重违纪，接受组织调查。
- 4月15日，广西有色金属集团有限公司原董事长、党委书记李阳通因涉嫌严重违纪，接受组织调查。
- 4月15日，广西有色再生金属有限公司原总经理黄斌因涉嫌严重违纪，接受组织调查。
- 4月16日，中共四川省纪委对省质监局原副巡视员、省质检院原院长李永全严重违纪违法问题进行了立案调查，决定给予李永全开除党籍处分，按规定取消其享受的退休待遇；收缴其违纪所得；其涉嫌犯罪的问题及涉案款物，由司法机关依法处理。
- 4月16日，中共北京市门头沟区委原副书记、区长王洪钟利用职务上的便利为他人谋取利益，收受巨额贿赂，经市委常委会议审议，并报中央纪委审核、中共中央批准，决定给予王洪钟开除党籍、开除公职处分，其涉嫌犯罪问题移送司法机关依法处理。
- 4月16日，北京能源集团有限责任公司原党委书记、董事长陆海军利用职务上的便利为他人谋取利益，收受巨额贿赂，经市纪委审议并报市委批准，决定给予其开除党籍、开除公职处分，其涉嫌犯罪问题移送司法机关依法处理。
- 4月16日，中共黑龙江省纪委对黑龙江省交通运输厅原党组副书记、厅长高学文严重违纪问题进行了立案调查，决定给予高学文开除党籍、行政开除处分；收缴其违纪所得；将其涉嫌犯罪问题及线索移送司法机关依法处理。
- 4月16日，贵阳市中级人民法院一审公开开庭审理贵州省黔东南州政府原副州长、凯里市人民政府原市长洪金洲受贿、巨额财产来源不明罪一案，洪金洲被检方指控受贿近4000万元的现金及财物，对3100多万元的个人财产不能说明合法来源。
- 4月17日，中国电信集团公司原副总经理、党组副书记冷荣泉涉嫌严重违纪，接受组织调查。
- 4月17日，福建省福州市中级人民法院公开宣判湖北省政协原副主席陈柏槐滥用职权、受贿一案，陈柏槐被判处有期徒刑17年，并处没收个人财产人民币30万元。
- 4月19日，湖北省政协原常委、湖北日报传媒集团原总经理、党委委员杨步国因涉嫌严重违纪，接受组织调查。
- 4月19日，湖北省十堰市人大常委会副主任杨郧生因涉嫌严重违纪，接受组织调查。
- 4月20日，中共四川省纪委对省农业厅原巡视员胡相全严重违纪违法问题进行了立案审查，决定给予胡相全开除党籍、开除公职处分；将胡相全涉嫌犯罪的问题、线索及涉案款物移送司法机关依法处理。
- 4月20日，广东省广州市广州广日集团党委书记、总经理黄升伟涉嫌严重违纪违法，目前正接受组织调查。
- 4月21日，中共天津市纪委对天津物产集团有限公司原党委书记、董事长王志忠严重违纪违法问题进行了立案审查，决定给予王志忠开除党籍、行政开除处分；收缴其违纪所得；将其涉嫌犯罪问题、线索及所涉款物移送司法机关依法处理。
- 4月21日，中共四川省纪委对广元市委原常委、常务副市长苏利明严重违纪违法问题进行了立案审查，决定给予苏利明开除党籍、开除公职处分；收缴其违纪所得；将其涉嫌犯罪的问题、线索及涉案款物移送司法机关依法处理。
- 4月21日，佛山中院一审公开开庭审理揭阳市委原书记陈弘平涉嫌受贿、贪污、行贿一案，公诉机关指控陈弘平利用职务上的便利，非法收受他人财物人民币1.253亿元、港币1720万元，并与他人共同侵吞、骗取公款人民币350万元及向广东省委组织部原副部长林存德行贿现金100万港元。
- 4月22日，黑龙江省林业厅党组成员、副厅长李跃民因涉嫌严重违纪违法，接受组织调查。
- 4月22日，湖南省发改委原党组成员、总经济师杨世芳涉嫌严重违纪，接受组织调查。
- 4月22日，湖南省张家界市政协副主席高建国涉嫌严重违纪，接受组织调查。
- 4月22日，中国石油湖南公司原总经理、党委副书记徐国才涉嫌严重违纪，接受组织调查。
- 4月23日，吉林省产品质量监督检验院院长徐学才涉嫌严重违纪，接受组织调查。
- 4月23日，中共陕西省纪委对西安市原市委常委、市直机关工委书记杨殿钟涉嫌严重违纪违法问题进行了立案调查，决定给予杨殿钟开除党籍、开除公职处分；收缴违纪所得；将其涉嫌犯罪问题、线索及所涉款物移送司法机关依法处理。
- 4月23日，安徽省黄山市政协副主席覃金平涉嫌严重违纪违法，接受组织调查。
- 4月23日，中国移动通信集团湖南有限公司原党组书记王建根涉嫌严重违纪，接受组织调查。
- 4月24日，天津市人大常委会原委员张家星，涉嫌严重违纪违法，接受组织调查。
- 4月24日，天津市滨海新区中心商务区原党组书记、副主任王政山，涉嫌严重违纪违法，接受组织调查。
- 4月24日，天津市滨海新区规划和国土资源管理局党组书记、副局长彭博涉嫌严重违纪违法，接受组织调查。
- 4月24日，中共广东省纪委对肇庆市政协原副主席杨永严重违纪问题进行立案审查，决定给予杨永开除党籍、开除公职处分，收缴其违纪所得，将其涉嫌犯罪问题及线索移送司法机关依法处理。
- 4月26日，中国人民解放军新闻门户网站“中国军网”公布了近期查处的3名军级以上干部重大案件，陈列如下[4]：
  - 兰州军区联勤部原部长占国桥因涉嫌严重违纪，2014年12月军委纪委对其立案调查，2015年3月移送军事检察机关依法处理。
  - 湖北省军区原副司令员占俊因涉嫌严重违纪，2014年12月军委纪委对其立案调查，2015年3月移送军事检察机关依法处理。
  - 北京军区联勤部原部长董明祥因涉嫌违法犯罪，2015年3月军事检察机关对其立案侦查。
- 4月27日，中国石油化工集团公司总经理王天普涉嫌严重违纪违法，接受组织调查。
- 4月28日，中共湖北省纪委对湖北第二师范学院原党委书记严文清严重违纪问题进行了立案审查，决定给予严文清开除党籍处分；经湖北省监察厅厅长办公会议审议并报湖北省政府批准，决定给予其开除公职处分；收缴其违纪所得；将其涉嫌犯罪问题及线索移送司法机关依法处理。
- 4月28日，中共山东省纪委对济宁医学院党委书记侯端敏严重违纪问题立案审查，决定给予侯端敏开除党籍、开除公职处分；收缴其违纪所得；将其涉嫌犯罪问题、线索及所涉款物移送司法机关依法处理。
- 4月29日，中共山东省纪委对东营市人大常委会原副主任、党组书记田振玉（正厅级）严重违纪问题立案审查，决定给予田振玉开除党籍、开除公职处分；收缴其违纪所得；将其涉嫌犯罪问题、线索及所涉款物移送司法机关依法处理。
- 4月29日，中共甘肃省纪委对中共甘肃省委统战部原副部长、省工商联党组原书记、副主席吴继德严重违纪问题进行了立案审查，决定给予吴继德开除党籍、开除公职处分，收缴其违纪所得，将其涉嫌犯罪问题及线索移送司法机关依法处理。
- 4月29日，东北师范大学副校长张治国涉嫌严重违纪，接受组织调查。
- 4月29日，广东省水利厅原厅长黄柏青，因涉嫌严重违纪问题，接受组织调查。
- 4月29日，广东省司法厅党委委员、省戒毒管理局党委书记、局长陈达，因涉嫌严重违纪问题，接受组织调查。
- 4月29日，中国移动通信集团广东有限公司副总经理、党组成员温乃粘，因涉嫌严重违纪问题，接受组织调查。
- 4月29日，中国移动通信集团福建有限公司党组成员、副总经理林柏江因涉嫌严重违纪问题，接受组织调查。
- 4月29日，国务院扶贫办外资项目管理中心原主任范增玉因构成受贿、贪污、诈骗三宗罪而被一审判处死刑，缓期二年执行。范增玉被指控先后38次索要或收受山西女商人丁书苗的财物共计折合人民币4013万元，将丁书苗向国务院扶贫开发领导小组办公室捐赠的人民币260万元非法据为己有，在得知丁书苗被捕后由对丁的下属张铁轩谎称其认识有关领导，可以为丁书苗疏通关系，先后骗取张铁轩财物共计折合890万元。
- 4月30日，经中共中央批准，中共中央纪委对中共黑龙江省委原常委、大庆市委原书记韩学键严重违纪问题进行了立案审查，决定给予韩学键开除党籍、开除公职处分；收缴其违纪所得；将其涉嫌犯罪问题、线索及所涉款物移送司法机关依法处理。
- 4月30日，中共重庆市纪委对重庆市民防办公室原党组书记、主任汤志明严重违纪问题进行了立案审查,决定给予汤志明开除党籍处分。其涉嫌犯罪问题已移送司法机关依法处理。
- 4月30日，贵州瓮福（集团）有限责任公司原董事长何浩明涉嫌严重违纪违法，接受组织调查。
- 4月30日，中共云南省纪委对德宏州政协原主席孟必光（已退休）严重违纪问题进行了立案审查，决定给予孟必光开除党籍处分；收缴其违纪所得；将其涉嫌犯罪问题及线索移送司法机关依法处理。

## 5月
- 5月4日，中共宁夏回族自治区银川市委常委、金凤区委书记夏夕云涉嫌严重违纪，接受组织调查。
- 5月4日，中共宁夏回族自治区吴忠市委常委张兴斌涉嫌严重违纪，接受组织调查。
- 5月4日，宁夏农垦集团有限公司总经理、党委副书记常利民涉嫌严重违纪，接受组织调查。
- 5月4日，吉林省体育局党组书记、局长宋继新涉嫌严重违纪，接受组织调查。
- 5月4日，吉林省体育局党组成员、副局长佟景春涉嫌严重违纪，接受组织调查。
- 5月4日，中共陕西省西安市纪委对西安市环境保护局党委原书记、原局长张印寿涉嫌严重违纪违法问题进行了立案审查，决定给予张印寿开除党籍、开除公职处分，并将其涉嫌犯罪问题及线索移送司法机关依法处理。
- 5月4日，中共云南省临沧市委书记李小平涉嫌严重违纪，接受组织调查。
- 5月5日，广东省佛山市政协副主席廖东明因涉嫌严重违纪问题，接受组织调查。
- 5月5日，中共海南省纪委对省文化广电出版体育厅副厅长杨浩强严重违纪问题进行了立案审查，决定给予杨浩强开除党籍、开除公职处分；将其涉嫌违法犯罪及问题线索、涉案款物移送司法机关依法处理；其违纪收受的礼金上缴国库。
- 5月6日，中共山东省青岛市纪委对青岛饮料集团总经理刘红梅严重违纪问题进行了立案审查，决定给予刘红梅开除党籍和行政开除处分；其涉嫌犯罪问题及线索，移送司法机关依法处理。
- 5月6日，中共山西省纪委对山西省晋能集团有限公司原副董事长、党委副书记、总经理曹耀丰严重违纪问题进行了立案审查，决定给予曹耀丰开除党籍、开除公职处分；收缴其违纪所得。将其涉嫌犯罪问题及线索移送司法机关依法处理。
- 5月7日，酒泉钢铁公司董事长、党委副书记冯杰涉嫌严重违纪违法，接受组织调查。
- 5月8日，四川省资阳市副市长、公安局局长陈正权涉嫌严重违纪违法，接受组织调查。
- 5月8日，中共中央纪委对河北省委原常委、秘书长景春华严重违纪问题进行了立案审查，决定给予景春华开除党籍、开除公职处分；收缴其违纪所得；将其涉嫌犯罪问题、线索及所涉款物移送司法机关依法处理。
- 5月8日，哈尔滨理工大学党委常委、副校长赵洪因涉嫌严重违纪违法，接受组织调查。
- 5月11日，内蒙古自治区高级人民法院对呼和浩特市原常务副市长薄连根受贿、玩忽职守上诉一案作出终审裁定，驳回其上诉，维持原判。在一审判决中，包头市中级人民法院认定薄连根非法收受财物合计人民币3897万元、美元9万元、欧元5000元，判处其死刑，缓期两年执行。
- 5月12日，中共山东省青岛市纪委对崂山区政协主席、党组书记郭德利严重违纪问题进行立案审查，决定给予郭德利开除党籍和开除公职处分；将其涉嫌犯罪问题及线索，移送司法机关依法处理。
- 5月12日，中共阜新市委常委、阜新矿业（集团）有限责任公司董事长、党委书记刘福祥涉嫌严重违纪违法，接受组织调查。
- 5月12日，中国医科大学副校长肖玉平涉嫌严重违纪违法，接受组织调查。
- 5月13日，中共湖南省委副秘书长马勇涉嫌严重违纪，接受组织调查。
- 5月13日，黑龙江省政法管理干部学院院长林春贵（正厅级）因涉嫌违纪违法，接受组织调查。
- 5月13日，新疆医科大学原党委书记、副校长李斌涉嫌严重违纪，接受组织调查。
- 5月15日，中共中央纪委对甘肃省人大常委会原副主任、党组副书记陆武成严重违纪问题进行了立案审查，决定给予陆武成开除党籍、开除公职处分；收缴其违纪所得；将其涉嫌犯罪问题、线索及所涉款物移送司法机关依法处理。
- 5月15日，中共福建省纪委对第九届省委委员、龙岩市委原书记黄晓炎严重违纪问题进行了立案审查，决定给予黄晓炎开除党籍、开除公职处分；收缴其违纪所得；其涉嫌犯罪问题及其他线索已移送司法机关依法处理。
- 5月15日，中共福建省纪委对龙岩市原副市长陈盛仪严重违纪问题进行了立案审查，决定给予陈盛仪开除党籍、行政开除处分；收缴其违纪所得；其涉嫌犯罪问题及其他线索已移送司法机关依法处理。
- 5月15日，中共福建省纪委对省经济和信息化委员会原副主任徐铁骏严重违纪问题进行了立案审查，决定给予徐铁骏开除党籍、行政开除处分；收缴其违纪所得；其涉嫌犯罪问题及其他线索已移送司法机关依法处理。
- 5月15日，中共福建省纪委对漳州市委原常委、宣传部长许荣勇的严重违纪问题进行了立案审查，其涉嫌犯罪问题已被移送司法机关依法处理。
- 5月15日，中共内蒙古自治区鄂尔多斯市市委常委、东胜区委书记张平涉嫌严重违纪违法，接受组织调查。
- 5月15日，中共内蒙古自治区通辽市市委原常委、政府原副市长张国秋（正厅级）涉嫌严重违纪违法，接受组织调查。
- 5月15日，云南省高级人民法院原党组成员、执行局原局长杨照民涉嫌严重违纪，接受组织调查。
- 5月18日，中共沈阳市委党校原常务副校长韩玉奇涉嫌严重违纪违法，接受组织调查。
- 5月18日，广西壮族自治区人大财政经济委员会原副主任委员唐成良涉嫌严重违纪，接受组织调查。
- 5月19日，中共云南省迪庆州州委常委、常务副州长张志军涉嫌严重违纪，接受组织调查。
- 5月20日，广州市政府副秘书长、荔湾区原区长晏拥军涉嫌严重违纪，接受组织调查。
- 5月20日，广州市穗航实业有限公司董事长、党委书记梁柏雄涉嫌严重违纪，接受组织调查。
- 5月20日，广州风行集团党委书记、董事长、总经理刘志明涉嫌严重违纪，接受组织调查。
- 5月20日，中共广东省纪委对汕头市原市委常委、纪委书记邢太安严重违纪问题进行了立案审查，决定给予邢太安开除党籍、开除公职处分，收缴其违纪所得，将其涉嫌犯罪问题及线索移送司法机关依法处理。
- 5月22日，湖南省怀化市副市长李自成涉嫌严重违纪，接受组织调查。
- 5月22日，贵州省凯里学院院长、党委副书记吴军涉嫌严重违纪，接受组织调查。
- 5月22日，中共广西壮族自治区党委常委、南宁市委书记余远辉涉嫌严重违纪违法，接受组织调查。
- 5月22日，天津市第一中级人民法院以周永康案中一些犯罪事实证据涉及国家秘密为由，对中共中央政治局原常委、中央政法委原书记周永康涉嫌受贿、滥用职权和泄露国家秘密一案进行了不公开开庭审理。被告人周永康对各项指控均当庭表示属实、没有异议。
- 5月25日，江西省质量技术监督局党组书记、局长王詠涉嫌严重违纪，接受组织调查。
- 5月25日，江西省农业厅原党委委员、省畜牧兽医局原局长黄峰岩涉嫌严重违纪，接受组织调查。
- 5月25日，中共吉林省纪委对吉林省第十二届人民代表大会常务委员会原委员、农业与农村委员会原主任委员（中共松原市委原书记）蓝军严重违纪问题进行了立案审查，决定给予蓝军开除党籍、开除公职处分；收缴其违纪所得；其涉嫌犯罪问题、线索及所涉款物移送司法机关依法处理。
- 5月26日，中共中央纪委驻教育部纪检组、监察局对四川大学原党委常委、副校长安小予严重违纪问题进行了立案审查，给予安小予行政开除开除党籍处分，收缴其违纪所得，将其涉嫌犯罪问题、线索及所涉款物移送司法机关依法处理。
- 5月26日，中共广西壮族自治区纪律检查委员会对广西壮族自治区司法厅原党委委员、副厅长梁振林严重违纪问题进行了立案审查，决定给予梁振林开除党籍、开除公职处分，将其涉嫌犯罪问题及线索移送司法机关依法处理。给予梁振林开除公职处分由广西壮族自治区监察厅按程序报广西壮族自治区人民政府批准。
- 5月26日，中共广西壮族自治区纪律检查委员会对广西壮族自治区人民防空办公室原党组成员、纪检组组长曾爱东严重违纪违法问题进行了立案审查，决定给予曾爱东开除党籍、开除公职处分，将其涉嫌犯罪问题及线索移送司法机关依法处理。
- 5月26日，中共广西壮族自治区纪律检查委员会对广西壮族自治区监狱管理局原党委书记、政委钟世范严重违纪违法问题进行了立案审查，决定给予钟世范开除党籍处分，并取消其退休待遇，将其涉嫌犯罪问题及线索移送司法机关依法处理。
- 5月26日，湖北省武汉市发展和改革委员会党组书记、主任吴清因涉嫌严重违纪，接受组织调查。
- 5月26日，中共山西省纪委对山西省晋能集团有限责任公司原董事长、党委书记刘建中严重违纪问题进行立案审查，决定给予刘建中开除党籍、开除公职处分；收缴其违纪所得。将其涉嫌犯罪问题移送司法机关依法处理。
- 5月26日，中共广东省广州市从化区委书记黄河鸿涉嫌严重违纪，接受组织调查。
- 5月28日，中共天津市纪委对天津市委原城乡规划建设交通工作委员会书记沈东海严重违纪违法问题进行了立案审查，决定给予沈东海开除党籍处分；收缴其违纪所得；将其涉嫌犯罪问题、线索及所涉款物移送司法机关依法处理。
- 5月28日，新疆日报社原党委书记、总编辑、副社长赵新尉涉嫌严重违纪，接受组织调查。
- 5月29日，国家食品药品监督管理总局医疗器械监管司司长童敏涉嫌严重违纪，接受组织调查。
- 5月29日，中共甘肃省纪委对白银市政协原主席郭德清严重违纪问题进行了立案审查，决定给予郭德清开除党籍处分，将其涉嫌犯罪问题、线索移送司法机关依法处理。
- 5月29日，中共甘肃省纪委对甘肃省新闻出版广电局副巡视员卢旺存严重违纪问题进行了立案审查，决定给予卢旺存开除党籍、行政开除处分；将其涉嫌犯罪问题移送司法机关依法处理。
- 5月29日，中国人民解放军新闻门户网站“中國軍網”公佈了近期查處的2名軍級以上幹部重大案件，陈列如下[5]：
  - 浙江省军区原司令员傅怡因涉嫌严重违纪，2015年1月军委纪委对其立案调查，2015年4月移送军事检察机关依法处理。
  - 南京军区政治部副主任周明贵因涉嫌严重违纪，2015年1月军委纪委对其立案调查，2015年5月移送军事检察机关依法处理。

## 6月
- 6月2日，中共河北省宁晋县委书记李江山（副厅级）涉嫌严重违纪违法，接受组织调查。
- 6月2日，河南省许昌市副市长张海涛涉嫌严重违纪，接受组织调查。
- 6月2日，河南省安阳新区党工委副书记、管委会主任，安阳国家高新技术产业开发区党工委书记王春安涉嫌严重违纪，接受组织调查。
- 6月4日，辽宁省辽河凌河保护区管理局副局长李锋德涉嫌严重违纪违法，接受组织调查。
- 6月5日，贵州省黔东南州人大常委会原副主任、黎平县委原书记杨俊，利用职务上的便利谋取私利，受到开除党籍处分，取消其副厅级待遇，降为科员；收缴其违纪所得。
- 6月5日，贵州省黔东南州人民政府原副州长吴育标，利用职务上的便利谋取私利，受到开除党籍处分，取消其副厅级待遇，降为科员；收缴其违纪所得。
- 6月5日，贵州省黔东南州政协原副主席古鹏，利用职务上的便利谋取私利，受到开除党籍处分，取消其副厅级待遇，降为科员；收缴其违纪所得。
- 6月5日，河南省三门峡市政协原副主席王富民涉嫌严重违纪，接受组织调查。
- 6月5日，中共山西省纪委对吕梁市政协原副主席刘广龙严重违纪问题进行立案审查，决定给予刘广龙开除党籍、开除公职处分；收缴其违纪所得。将其涉嫌犯罪问题及线索移送司法机关依法处理。
- 6月5日，江西省地质矿产勘查开发局党委书记、局长彭泽洲涉嫌严重违纪违法，接受组织调查。
- 6月5日，江西大成国有资产经营管理有限责任公司副总经理范小雄涉嫌严重违纪违法，接受组织调查。
- 6月5日，河北省住房和城乡建设厅党组书记陈学军涉嫌严重违纪违法，接受组织调查。
- 6月8日，湖北省新闻出版广电局党组成员、省版权局副局长陈连生因涉嫌严重违纪，接受组织调查。
- 6月9日，河南省政府副秘书长、办公厅党组成员景照辉（正厅级）涉嫌严重违纪，接受组织调查。
- 6月9日，云南煤化工集团有限公司副董事长董光辉涉嫌严重违纪，接受组织调查。
- 6月9日，西南交通建设集团股份有限公司党委书记、董事长谢其华涉嫌严重违纪，接受组织调查。
- 6月10日，中共四川省成都市纪委对成都市市长助理、市政府秘书长门生涉嫌严重违纪违法问题进行立案调查。
- 6月10日，中共山东省纪委对省纪委委员、省工商行政管理局原党组书记、局长牛启忠严重违纪违法问题立案审查，决定给予牛启忠开除党籍、开除公职处分；收缴其违纪所得；将其涉嫌犯罪问题、线索及所涉款物移送司法机关依法处理。
- 6月11日，天津市第一中级人民法院对前中共中央政治局常委、中央政法委书记周永康受贿、滥用职权、故意泄露国家秘密案进行了一审宣判，认定周永康犯受贿罪，判处无期徒刑，剥夺政治权利终身，并处没收个人财产；犯滥用职权罪，判处有期徒刑七年；犯故意泄露国家秘密罪，判处有期徒刑四年，三罪并罚，决定执行无期徒刑，剥夺政治权利终身，并处没收个人财产。周永康当庭表示，服从法庭判决，决定不上诉。此前，2015年5月22日，天津市第一中级人民法院对周永康案进行了不公开开庭审理。
- 6月12日，中共广东省委农办副主任莫定伟涉嫌严重违纪问题，接受组织调查。
- 6月12日，河南教育学院党委书记刘金海涉嫌严重违纪，接受组织调查。
- 6月12日，河南郑煤集团工会主席严瑞（副厅级）涉嫌严重违纪，接受组织调查。
- 6月15日，经中共中央批准，中共中央纪委对中国石油天然气集团公司原总经理廖永远严重违纪问题进行了立案审查，决定给予廖永远开除党籍处分；由监察部报请国务院批准给予其行政开除处分；收缴其违纪所得；将其涉嫌犯罪问题、线索及所涉款物移送司法机关依法处理。
- 6月15日，经中共中央批准，中共中央纪委对国家工商总局原副局长、党组成员孙鸿志严重违纪问题进行了立案审查，决定给予孙鸿志开除党籍处分；由监察部报请国务院批准给予其行政开除处分；收缴其违纪所得；将其涉嫌犯罪问题、线索及所涉款物移送司法机关依法处理。
- 6月15日，辽宁省人大常委会委员、省人大法制委员会主任委员张家成涉嫌严重违纪违法，接受组织调查。
- 6月16日，中国人民解放军新闻门户网站“中國軍網”公佈了近期查處的2名軍級以上幹部重大案件，陈列如下[6]：
  - 黑龙江省军区原司令员寇铁因涉嫌严重违纪，2014年11月军委纪委对其立案调查，2015年5月移送军事检察机关依法处理。
  - 武警交通指挥部原司令员刘占琪因涉嫌严重违纪，2014年11月经军委纪委批准，武警部队纪委对其立案调查；2015年5月移送军事检察机关依法处理。
- 6月17日，安徽省政府发展研究中心主任、党组书记吴克明涉嫌严重违纪，接受组织调查。
- 6月19日，经中共中央批准，中共中央纪委对浙江省政协原副主席、党组副书记斯鑫良严重违纪问题进行了立案审查，决定给予斯鑫良开除党籍处分；收缴其违纪所得；将其涉嫌犯罪问题、线索及所涉款物移送司法机关依法处理。
- 6月19日，广东省人民检察院反渎职侵权局局长杜言涉嫌严重违纪，接受组织调查。
- 6月19日，广东省农垦总局副局长陈剑峰涉嫌严重违纪，接受组织调查。
- 6月20日，中国证监会发行监管部处长李志玲因配偶违规买卖股票，受到行政开除处分。同时，因涉嫌职务犯罪，李志玲被移送司法机关。
- 6月23日，中共山东省纪委对德州市原副市长黄金忠严重违纪违法问题立案审查，决定给予黄金忠开除党籍、开除公职处分；收缴其违纪所得；将其涉嫌犯罪问题、线索及所涉款物移送司法机关依法处理。
- 6月23日，四川省疾病预防控制中心原党委书记、副主任宁宗礼涉嫌严重违纪违法，接受组织调查。
- 6月23日，石家庄市中级人民法院对原河北省邯郸市委常委、大名县县委书记边飞（副厅级）受贿、巨额财产来源不明、滥用职权一案进行一审宣判。法院认定边飞多次收受、索取他人贿赂共计折合人民币5920余万元，另有价值人民币4190余万元的巨额财产不能说明合法来源，一审判处边飞死刑，缓期两年执行。
- 6月24日，海南省三亚市政协副主席周阳涉嫌严重违纪，接受组织调查。
- 6月24日，贵州省粮食局党组原成员、原副局长吴克严重违纪被开除党籍和公职。
- 6月25日，陕西省交通建设集团公司董事长、党委书记韩定海涉嫌严重违纪，接受组织调查。
- 6月25日，中共广西壮族自治区纪委对自治区党委委员、自治区林业厅原党组书记、厅长陈秋华严重违纪违法问题进行了立案审查，决定给予陈秋华开除党籍、开除公职处分，将其涉嫌犯罪问题及线索移送司法机关依法处理。
- 6月25日，重庆师范大学副校长陈久奎涉嫌严重违纪，接受组织调查。
- 6月25日，天津市中小企业发展促进局原党组副书记、副局长蒋颖（女，正局级）涉嫌严重违纪违法，接受组织调查。
- 6月25日，天津市文化广播影视局副局长白文源涉嫌严重违纪违法，接受组织调查。
- 6月25日，天津北方文创产业集团有限公司党委书记、总经理刘建超涉嫌严重违纪违法，接受组织调查。
- 6月25日，湖北省武汉市政协副主席吴勇因涉嫌严重违纪，接受组织调查。
- 6月25日，中国国家体育总局副局长肖天涉嫌严重违纪违法，接受组织调查。
- 6月26日，西藏自治区人大常委会副主任乐大克涉嫌严重违纪违法，接受组织调查。
- 6月26日，中共西藏自治区纪委对拉萨经济技术开发区党工委原书记、管委会原副主任黄羽天（正厅级）严重违纪违法问题进行了立案审查，决定给予黄羽天开除党籍、开除公职处分；收缴其违纪所得；将其涉嫌犯罪问题及相关线索移送司法机关依法处理。
- 6月26日，中共安徽省纪委对安徽省地质矿产勘查局原党委书记、局长李学文严重违纪违法问题进行了立案审查，决定给予李学文开除党籍、开除公职处分，已将其涉嫌犯罪问题已经移送司法机关办理。
- 6月26日，中共湖北省纪委对恩施州原副州长肖作文严重违纪问题进行了立案审查，决定给予肖作文开除党籍、行政开除处分；将其涉嫌犯罪问题及线索移送司法机关依法处理。
- 6月26日，中共湖北省纪委对随州市人大常委会原副主任、原党组成员陈家堂严重违纪问题进行了立案审查，决定给予陈家堂开除党籍、开除公职处分；将其涉嫌犯罪问题及线索移送司法机关依法处理。
- 6月28日，新疆维吾尔自治区人民政府党组成员、秘书长、办公厅党组书记阿力木江·买买提明涉嫌严重违纪，接受组织调查。
- 6月29日，云南省纪委查明云南省第一人民医院原院长王天朝收受他人现金贿赂共计4500余万元人民币，收受价值8400余万元人民币的房产100套、车位100个，给予王天朝开除党籍处分并移送司法机关。

## 7月
- 7月2日，中共黑龙江省纪委对黑龙江省政法管理干部学院原院长林春贵严重违纪问题进行了立案审查，决定给予林春贵开除党籍、行政开除处分；将其涉嫌犯罪问题及线索移送司法机关依法处理。
- 7月2日，中共黑龙江省纪委对黑龙江省人大城乡建设环境保护委员会原主任委员孙纲严重违纪问题进行了立案审查，决定给予孙纲开除党籍、开除公职处分。
- 7月3日，中共四川省纪委对省经济和信息化委员会原党组成员、副主任唐浩严重违纪问题进行了立案审查，决定给予唐浩开除党籍、开除公职处分；收缴其违纪所得；将其涉嫌犯罪问题及线索与所涉款移送司法机关依法处理。
- 7月3日，中共山西省阳泉市委书记洪发科涉嫌严重违纪违法，接受组织调查。
- 7月3日，中共四川省纪委对成都市政协原副主席付毅严重违纪违法问题进行了立案审查，决定给予付毅开除党籍处分；收缴其违纪所得；将其涉嫌犯罪的问题及涉案款物移送司法机关依法处理。
- 7月4日，福建省能源集团有限责任公司党委委员、纪委书记江国河涉嫌严重违纪，接受组织调查。
- 7月6日，宁夏回族自治区住房和城乡建设厅副厅长、党组成员、人防办主任马占林涉嫌严重违纪，接受组织调查。
- 7月6日，中共中央纪委对新疆维吾尔自治区人大常委会原副主任、党组成员栗智严重违纪问题进行了立案审查，决定给予栗智开除党籍处分；收缴其违纪所得；将其涉嫌犯罪问题、线索及所涉款物移送司法机关依法处理。
- 7月8日，中共吉林省吉林市委常委、宣传部部长朱淳涉嫌严重违纪，接受组织调查。
- 7月9日，中共新疆维吾尔自治区纪委对自治区民政厅原党组书记、副厅长莫涓严重违纪问题进行了立案审查，决定给予莫涓开除党籍、行政开除处分；收缴其违纪违法所得，将其涉嫌犯罪问题及线索移送司法机关依法处理。
- 7月9日，中共新疆维吾尔自治区纪委对新疆医科大学原党委书记、副校长李斌严重违纪问题进行了立案审查，决定给予李斌开除党籍处分、行政开除处分；收缴其违纪违法所得；将其涉嫌犯罪问题及线索移送司法机关依法处理。
- 7月9日，中国东方演艺集团有限公司董事长、总经理顾欣，因涉嫌严重违纪违法，接受组织调查。
- 7月9日，中共福建省纪委对漳州市委原常委、宣传部原部长许荣勇严重违纪问题进行立案审查，决定给予许荣勇开除党籍、开除公职处分；收缴其违纪所得；其涉嫌犯罪问题及其他线索已移送司法机关依法处理。
- 7月10日，吉林省白山市政府党组成员、副市长苗春岫涉嫌严重违纪，接受组织调查。
- 7月10日，中国人民解放军新闻门户网站“中國軍網”公佈了近期查處的1名軍級以上幹部重大案件，陈列如下[7]：
  - 兰州军区联勤部原政委邓瑞华涉嫌严重违纪问题由中央军委纪委进行立案调查，其涉嫌违法犯罪，已被移送军事检察机关依法处理。
- 7月10日，河南省农村信用联合社副主任、党委委员杨清禄涉嫌严重违纪，接受组织调查。
- 7月10日，四川省乐山市中级人民法院认定四川省蓬安县委原书记袁菱受贿4052万元，一审判处其无期徒刑。
- 7月11日，中共河南省南阳市委副书记陈光杰涉嫌严重违纪，接受组织调查。
- 7月12日，中国最高人民法院副院长、党组成员奚晓明涉嫌严重违纪违法，接受组织调查。
- 7月14日，中共广东省中山市委副书记、政法委书记邓小兵因涉嫌严重违纪违法问题，接受组织调查。
- 7月14日，福建省经济和信息化委员会党组副书记、副主任卢增荣涉嫌严重违纪，接受组织调查。
- 7月15日，中共湖北省随州市委常委、常务副市长陈传根因涉嫌严重违纪，接受组织调查。
- 7月15日，山西省经济和信息化委员会总工程师杨永辉涉嫌严重违纪违法，接受组织调查。
- 7月15日，云南省农村信用社联合社党委副书记、主任罗敏涉嫌严重违纪，接受组织调查。
- 7月17日，广西壮族自治区烟草专卖局原副局长（正厅级）谈天江涉嫌严重违纪，接受组织调查。
- 7月20日，中共广州市番禺区原区委副书记、区长楼旭逵涉嫌严重违纪，接受组织调查。
- 7月20日，广州市政协副主席、市民政局原局长孙峰因涉嫌严重违纪违法问题，接受组织调查。
- 7月20日，黑龙江省龙江银行副行长王贵彬（副厅级）因涉嫌严重违纪，目前正接受组织调查。
- 7月20日，中共中央政治局会议审议并通过中共中央纪委《关于令计划严重违纪案的审查报告》，决定给予令计划开除党籍、开除公职处分，对其涉嫌犯罪问题及线索移送司法机关依法处理。
- 7月21日，中共中央纪委对广东省纪委原副书记、监察厅原厅长钟世坚严重违纪问题进行了立案审查，决定给予钟世坚开除党籍、行政开除处分；收缴其违纪所得；将其涉嫌犯罪问题、线索及所涉款物移送司法机关依法处理。
- 7月22日，新疆维吾尔自治区公安厅党委委员、副厅长谢晖涉嫌严重违纪，接受组织调查。
- 7月22日，重庆市林业局党组成员、副局长罗建极涉嫌严重违纪，接受组织调查。
- 7月22日，河北省沧州市人大常委会副主任回学勇涉嫌严重违纪违法，接受组织调查。
- 7月22日，中共河南省三门峡市委书记杨树平涉嫌严重违纪，接受组织调查
- 7月23日，中共江西省南昌市西湖区委书记周林涉嫌严重违纪违法，接受组织调查。
- 7月23日，中共青海省纪委对省发改委原党组成员、省能源局原局长于小明严重违纪问题进行了立案审查，决定给予于小明开除党籍、行政开除处分；将其涉嫌犯罪问题移送司法机关依法处理。
- 7月23日，中共青海省纪委对省经济和信息化委员会原主任朱建平严重违纪问题进行了立案审查，决定给予朱建平开除党籍、行政开除处分；收缴其违纪所得；将其涉嫌犯罪问题移送司法机关依法处理。
- 7月23日，中共广东省纪委对南方科技大学原党委副书记李平严重违纪违法问题进行了立案审查，决定给予李平开除党籍处分，取消其退休待遇，收缴其违纪所得。此前，司法机关已对李平涉嫌犯罪问题立案侦查。
- 7月23日，中共广东省纪委对韶关市人大常委会原副主任温新才严重违纪违法问题进行了立案审查，决定给予温新才开除党籍、开除公职处分，收缴其违纪所得。此前，司法机关已对温新才涉嫌犯罪问题立案侦查。
- 7月23日，江苏省镇江市政协原副主席夏新平涉嫌严重违纪，接受组织调查。
- 7月23日，广西新华书店集团股份有限公司副董事长、总经理、党委副书记李小勇因涉嫌严重违纪，接受组织调查。
- 7月23日，哈尔滨理工大学原党委书记高军（正厅级）因涉嫌严重违纪违法，接受组织调查。
- 7月24日，中共天津市纪委对天津市水务局原副局长马白玉（正局级）严重违纪违法问题进行了立案审查，决定给予马白玉开除党籍处分；由天津市监察局报请天津市人民政府批准，给予其行政开除处分；其涉嫌犯罪问题，由司法机关依法进行查处。
- 7月24日，中共天津市纪委对天津市滨海新区规划和国土资源管理局原党组书记、副局长彭博（副局级）严重违纪违法问题进行了立案审查,决定给予彭博开除党籍处分；由天津市监察局报请天津市人民政府批准，给予其行政开除处分；收缴其违纪所得；将其涉嫌犯罪问题、线索及所涉款物移送司法机关依法处理。
- 7月24日，中共安徽省纪委对淮南市委原书记方西屏严重违纪问题进行了立案审查。根据《中国共产党纪律处分条例》，参照《行政机关公务员处分条例》等规定，经中共中央纪委审议并报中共中央批准，中共安徽省委决定给予方西屏开除党籍、开除公职处分。
- 7月24日，中共安徽省纪委对安徽省商务厅原党组书记、厅长曹勇严重违纪问题进行了立案审查。根据《中国共产党纪律处分条例》和《行政机关公务员处分条例》等规定，经中共中央纪委审议并报中共中央批准，中共安徽省委决定给予曹勇开除党籍处分；经安徽省监察厅研究并报安徽省人民政府批准，决定给予曹勇开除公职处分。
- 7月24日，重庆市外经贸委党组成员、副主任何为涉嫌严重违纪，接受组织调查。
- 7月24日，中共河北省委书记、省人大常委会主任周本顺涉嫌严重违纪违法，接受组织调查。
- 7月24日，安徽建筑大学原督导员夏鹭平涉嫌严重违纪违法，接受组织调查。
- 7月24日，福建省厦门市环境保护局巡视员谢海生涉嫌严重违纪，接受组织调查。
- 7月24日，山西国信投资集团有限公司董事长、党委书记上官永清涉嫌严重违纪违法，接受组织调查。
- 7月27日，中共中央纪委对福建省原副省长徐钢严重违纪问题进行了立案审查，决定给予徐钢开除党籍处分；由监察部报请国务院批准给予其行政开除处分；收缴其违纪所得；将其涉嫌犯罪问题、线索及所涉款物移送司法机关依法处理。
- 7月28日，中共湖南省委组织部副部长、省委老干部局局长常世雄涉嫌违纪，被立案并停职接受组织调查。
- 7月28日，中共湖南省委组织部副部长、省委老干部局局长常世雄涉嫌违纪，被立案并停职接受组织调查。
- 7月28日，广东省水电集团有限公司原董事长黄迪领涉嫌严重违纪违法，接受组织调查。
- 7月29日，河南省济源市人大常委会主任薛兴国涉嫌严重违纪，接受组织调查。
- 7月29日，天津物产集团原党委书记刘地生涉嫌严重违纪违法，接受组织调查。
- 7月29日，天津市河北区人大常委会副主任贾凤鸣涉嫌严重违纪违法，接受组织调查。
- 7月29日，深圳市政协第六届委员会常务委员（深圳市人居环境委员会原党组成员、副主任，深圳市水务局原党组书记、局长）张绮文涉嫌严重违纪，接受组织调查。
- 7月30日，中国环境保护部原副部长、党组成员张力军涉嫌严重违纪违法，接受组织调查。
- 7月30日，中共中央政治局会议审议并通过中央军委纪委《关于对郭伯雄组织调查情况和处理意见的报告》，决定给予中共中央政治局原委员、中央军委原副主席郭伯雄开除党籍处分，对其涉嫌严重受贿犯罪问题及线索移送最高人民检察院授权军事检察机关依法处理。
- 7月31日，中共中央纪委对内蒙古自治区政协原副主席赵黎平严重违纪问题进行了立案审查，决定给予赵黎平开除党籍处分；收缴其违纪所得；将其涉嫌犯罪问题、线索及所涉款物移送司法机关依法处理。
- 7月31日，中共中央纪委对第十八届中共中央候补委员、江苏省委原常委、南京市委原书记杨卫泽严重违纪问题进行了立案审查，决定给予杨卫泽开除党籍、开除公职处分；将其涉嫌犯罪问题、线索及所涉款物移送司法机关依法处理。
- 7月31日，中共中央纪委对第十八届中共中央候补委员、云南省委原副书记仇和严重违纪问题进行了立案审查，决定给予仇和开除党籍、开除公职处分；将其涉嫌犯罪问题、线索及所涉款物移送司法机关依法处理。
- 7月31日，中国人民解放军新闻门户网站“中国军网”公布了近期查处的2名军级以上干部重大案件，陈列如下[8]：
  - 中共武警部队纪委对武警交通指挥部原政委王信涉嫌严重违纪问题立案调查，已将其涉嫌犯罪问题及线索移送军事检察机关依法处理。
  - 黑龙江省军区副司令员张代新因犯贪污罪，被判处有期徒刑10年。

## 8月
- 8月1日，吉林省副省长谷春立涉嫌严重违纪违法，接受组织调查。
- 8月4日，中共中央纪委驻人民日报社纪检组对中国报业协会原秘书长罗会文严重违纪问题进行了立案审查，决定给予罗会文开除党籍处分、开除公职处分；其涉嫌犯罪问题移送司法机关依法处理。
- 8月4日，中国国家体育总局排球运动管理中心主任潘志琛涉嫌严重违纪违法，接受组织调查。
- 8月4日，原广东中旅（集团）有限公司董事长、党委书记王万年涉嫌严重违纪问题，接受组织调查。
- 8月4日，中共山东省纪委对聊城大学原党委常委、副校长孙兰雨严重违纪违法问题立案审查，决定给予孙兰雨开除党籍、开除公职处分；收缴其违纪所得；将其涉嫌犯罪问题、线索及所涉款物移送司法机关依法处理。
- 8月5日，中共山西省纪委对第十届中共山西省委委员、山西省运城市委原书记王茂设严重违纪问题进行了立案审查，给予王茂设开除党籍、开除公职处分。收缴其违纪所得。将其涉嫌犯罪问题及线索和涉案款物移送司法机关依法处理。
- 8月5日，中共广东省惠州市原市委常委、副市长黄锦辉因涉嫌严重违纪违法问题，接受组织调查。
- 8月5日，新疆维吾尔自治区扶贫开发办公室党组书记、主任赵国明涉嫌严重违纪，接受组织调查。
- 8月6日，福建农林大学原党委副书记翁善波涉嫌严重违纪，接受组织调查。
- 8月7日，中国证监会投资者保护局原局长李量的行为涉嫌严重违纪违法，其涉嫌犯罪问题已经移送司法机关处理。中国证监会党委决定给予李量开除党籍、开除公职处分。
- 8月7日，中共山西省纪委对第十届山西省委委员、山西省大同市委原书记丰立祥严重违纪问题进行了立案审查，给予丰立祥开除党籍、开除公职处分。将其涉嫌犯罪问题及线索和涉案款物移送司法机关依法处理。
- 8月7日，中共山西省纪委对第十届山西省委委员、山西省忻州市委原书记董洪运严重违纪问题进行了立案审查，给予董洪运开除党籍、开除公职处分。将其涉嫌犯罪问题及线索和涉案款物移送司法机关依法处理。
- 8月7日，中共山西省纪委对第十届山西省委委员、山西省煤炭工业厅原党组书记、厅长吴永平严重违纪问题进行了立案审查，给予吴永平开除党籍、开除公职处分。收缴其违纪所得。将吴永平涉嫌犯罪问题及涉案款物移送司法机关依法处理。
- 8月7日，中共山西省纪委对山西省传媒学院原党委书记解根法严重违纪问题进行了立案审查，给予解根法开除党籍、开除公职处分。收缴其违纪所得。将其涉嫌犯罪问题移送司法机关依法处理。
- 8月7日，中共山西省纪委对山西省审计厅原党组副书记、副厅长郝素珍严重违纪问题进行了立案审查，给予郝素珍开除党籍处分；经省监察厅研究并报省人民政府批准，给予郝素珍开除公职处分。将郝素珍涉嫌犯罪问题移送司法机关依法处理。
- 8月8日，吉林省政府副秘书长（正厅长级）、办公厅党组成员王树森涉嫌严重违纪，接受组织调查。
- 8月9日，广东省广晟资产经营有限公司党委委员、副总经理谢亮因涉嫌严重违纪违法问题，接受组织调查。
- 8月11日，中国数字文化集团有限公司监事会副主席潘亿涉嫌严重违纪违法，接受组织调查。
- 8月11日，中共宁夏回族自治区纪委对银川市委原常委夏夕云严重违纪问题进行了立案审查，决定给予夏夕云开除党籍、开除公职处分；由自治区人大常委会依法罢免夏夕云人大代表职务；收缴其违纪所得；其涉嫌犯罪问题、线索及涉嫌违法所得款物移送司法机关依法处理。
- 8月11日，中共宁夏回族自治区纪委对宁夏黄河农村商业银行原副行长、党委委员郑新平严重违纪问题进行了立案审查，决定给予郑新平开除党籍处分；由宁夏黄河农村商业银行按规定解除郑新平劳动合同；收缴其违纪所得；郑新平涉嫌犯罪问题、线索及涉嫌违法所得款物移送司法机关依法处理。
- 8月12日，内蒙古自治区乌兰察布市政协副主席肖万寿涉嫌严重违纪，接受组织调查。
- 8月12日，内蒙古自治区乌兰察布市原副市长薛培明涉嫌严重违纪，接受组织调查。
- 8月12日，中共中央纪委对国家旅游局原副局长、党组成员霍克（正厅级）严重违纪问题进行了立案审查，决定给予霍克开除党籍处分；由监察部报国务院批准，给予其行政开除处分；收缴其违纪所得；将其涉嫌犯罪问题、线索及所涉款物移送司法机关依法处理。
- 8月12日，中共广东省茂名市委副书记廖锋因涉嫌严重违纪问题，接受组织调查。
- 8月13日，中共中央纪委对中国第一汽车集团公司原党委书记、董事长徐建一严重违纪问题进行立案审查，决定给予徐建一开除党籍处分；由监察部报国务院批准，给予其行政开除处分；收缴其违纪所得；将其涉嫌犯罪问题、线索及所涉款物移送司法机关依法处理。
- 8月13日，吉林省长春市直属机关老干部管理服务中心、长春市企业离退休干部管理服务中心主任谢铁军涉嫌严重违纪，接受组织调查。
- 8月13日，四川省绵阳高新技术产业开发区党工委副书记、管委会主任魏德谦涉嫌严重违纪违法，接受组织调查。
- 8月14日，中共中央纪委对中共江苏省委原常委、秘书长赵少麟严重违纪问题进行了立案审查，决定给予赵少麟开除党籍处分；将其涉嫌犯罪问题及线索移送司法机关依法处理。
- 8月14日，中共辽宁省纪委对省国有资产监督管理委员会原纪委书记刘凯涉嫌严重违纪违法问题进行了立案审查，决定给予刘凯开除党籍处分；由省监察厅报请省政府批准给予行政开除处分；收缴其违纪所得；将其涉嫌犯罪问题移送司法机关依法处理。
- 8月14日，中共辽宁省纪委对省监狱管理局党委原常委、省监狱企业集团有限公司原总经理宋万忠涉嫌严重违纪违法问题进行了立案审查，决定给予宋万忠开除党籍处分；由省监察厅报请省政府批准给予行政开除处分；收缴其违纪所得；将其涉嫌犯罪问题移送司法机关依法处理。
- 8月14日，中共辽宁省纪委对营口港务集团有限公司原董事长、党委书记高宝玉涉嫌严重违纪违法问题进行了立案审查，决定给予高宝玉开除党籍处分；由省监察厅报请省政府批准给予行政开除处分；收缴其违纪所得；将其涉嫌犯罪问题移送司法机关依法处理。
- 8月15日，湖北省武汉市政府党组成员、秘书长郭胜伟因涉嫌严重违纪，接受组织调查。
- 8月15日，湖北省武汉市东湖生态风景旅游区工委书记、管委会主任张卫国因涉嫌严重违纪，接受组织调查。
- 8月15日，湖北省武汉市江夏区人大常委会主任王和平因涉嫌严重违纪，接受组织调查。
- 8月17日，中共江西省纪委对省质量技术监督局原党组书记、局长王詠严重违纪问题进行了立案审查,决定给予王詠开除党籍处分；按程序给予其开除公职处分；收缴其违纪所得；将其涉嫌犯罪问题及线索移送司法机关依法处理。
- 8月17日，中共江西省纪委对省农业厅原党委委员、省畜牧兽医局原局长黄峰岩严重违纪问题进行了立案审查，决定给予黄峰岩开除党籍处分；按程序给予其开除公职处分；收缴其违纪所得；将其涉嫌犯罪问题及线索移送司法机关依法处理。
- 8月17日，广东省工商行政管理局党组书记、局长朱泽君因涉嫌严重违纪违法问题，接受组织调查。
- 8月18日，国家安全生产监督管理总局局长、党组书记杨栋梁涉嫌严重违纪违法，接受组织调查。
- 8月18日，中国人民解放军新闻门户网站“中國軍網”公佈了近期查處的1名軍級以上幹部重大案件，陈列如下[9]：
  - 中共中央军委纪委对兰州军区联勤部原部长张万松涉嫌严重违纪问题进行立案调查，已将其涉嫌犯罪问题及线索移送军事检查机关依法处理。
- 8月19日，中国环境保护部科技标准司司长熊跃辉涉嫌严重违纪违法，接受组织调查。
- 8月19日，湖北省地税局副巡视员杨荣辉因涉嫌严重违纪，接受组织调查。
- 8月19日，湖北省中南建筑设计院股份有限公司党委副书记、总经理张建华因涉嫌严重违纪，接受组织调查。
- 8月19日，吉林省长春市南关区人大常委会主任、党组书记付臣涉嫌严重违纪，接受组织调查。
- 8月20日，中共新疆生产建设兵团党委原常委，第八师原党委书记、政委、石河子市委原书记、市人大常委会主任宋志国涉嫌严重违纪违法，受到开除党籍处分，其涉嫌犯罪问题及线索移送司法机关依法处理。
- 8月20日，贵州省黔西南州人民政府副州长、中共兴仁县委书记郭玉海涉嫌严重违纪，接受组织调查。
- 8月21日，中共天津市委委员、天津市医药集团有限公司党委书记、董事长张建津涉嫌严重违纪违法，接受组织调查。
- 8月21日，天津市医药集团副总经理、总会计师马贵中涉嫌严重违纪违法，接受组织调查。
- 8月21日，中共中央纪委对山西省政协原副主席令政策严重违纪问题进行了立案审查，决定给予令政策开除党籍、开除公职处分；收缴其违纪所得；将其涉嫌犯罪问题、线索及所涉款物移送司法机关依法处理。同日，中国最高人民检察院经审查决定，依法对令政策以涉嫌受贿罪立案侦查并采取强制措施。
- 8月21日，中国最高人民检察院侦查终结中国公安部原党委副书记、副部长李东生涉嫌受贿一案，移送天津市人民检察院第二分院审查起诉。同日，天津市人民检察院第二分院以受贿罪向天津市第二中级人民法院提起公诉。
- 8月21日，天津市人民检察院侦查终结海南省人民政府原副省长冀文林涉嫌受贿一案，移送天津市人民检察院第一分院审查起诉。同日，天津市人民检察院第一分院以受贿罪向天津市第一中级人民法院提起公诉。
- 8月21日，中国交通运输部规划研究院副院长张宝胜（副局级）涉嫌严重违纪，接受组织调查。
- 8月24日，中共广西壮族自治区纪委对广西新华书店集团股份有限公司党委书记、董事长黄健严重违纪违法问题进行了立案检查，决定给予黄健开除党籍、开除公职处分；将其涉嫌犯罪问题及线索移送司法机关依法处理。给予黄健开除公职处分由广西壮族自治区监察厅按程序报广西壮族自治区人民政府批准。
- 8月25日，中共宁夏回族自治区纪委对中共吴忠市委原常委张兴斌严重违纪问题进行了立案审查，决定给予张兴斌开除党籍、开除公职处分；由自治区人大常委会依法罢免张兴斌人大代表职务；收缴其违纪所得；其涉嫌犯罪问题、线索及涉嫌违法所得款物移送司法机关依法处理。
- 8月25日，中共宁夏回族自治区纪委对宁夏农垦集团有限公司原总经理、党委副书记常利民严重违纪问题进行了立案审查，决定给予常利民开除党籍处分；经自治区监察厅厅长办公会议研究，并报自治区人民政府批准，决定给予常利民行政开除处分；常利民涉嫌犯罪问题、线索及涉嫌违法所得款物移送司法机关依法处理。
- 8月25日，浙江省杭州市人大常委会党组副书记、副主任洪航勇涉嫌严重违纪，接受组织调查。
- 8月25日，辽宁省营口市人大副主任李思福涉嫌严重违纪违法，接受组织调查。
- 8月26日，河北港口集团副董事长、总经理李敏涉嫌严重违纪违法，接受组织调查。
- 8月28日，广西壮族自治区安全生产监督管理局党组成员、副局长李仕庆因涉嫌严重违纪，接受组织调查。
- 8月28日，湖南省株洲市政协副主席王建平涉嫌严重违纪，接受组织调查。
- 8月28日，中共福建省纪委对福建建工集团总公司党组成员、副总经理张仲平严重违纪问题进行立案审查，决定给予张仲平开除党籍处分，由省监察厅报请省政府批准给予其开除公职处分；收缴其违纪所得；其涉嫌犯罪问题及其他线索移送司法机关依法处理。
- 8月29日，河南省商丘市人大副主任刘慧生涉嫌严重违纪，接受组织调查。
- 8月29日，武汉钢铁（集团）公司原董事长、党委书记邓崎琳涉嫌严重违纪违法，接受组织调查。
- 8月31日，湖南省株洲市中级人民法院一审公开宣判湖南省交通运输厅原党组书记、副厅长陈明宪受贿、巨额财产来源不明案，认定陈明宪受贿人民币4941万余元、美元1万元、港币4万元（其中人民币1448万元尚未实际收取），另有人民币1281万余元、美元15万余元、港币57万余元、英镑1万余镑、欧元1万余元、日元5000元不能说明合法来源，一审判处其死刑，缓期二年执行。

## 9月
- 9月1日，天津百利机械装备集团有限公司原党委书记、董事长张文利（正局级），涉嫌严重违纪违法，接受组织调查
- 9月1日，天津津联投资控股有限公司原党委书记、总经理吴学民（正局级）涉嫌严重违纪违法，接受组织调查。
- 9月1日，中共黑龙江省纪委对大庆市人大原副主任、龙凤区委原书记刘长有严重违纪问题进行了立案审查，决定给予刘长有开除党籍、开除公职处分。
- 9月1日，中共黑龙江省纪委对齐齐哈尔市政协原副主席孙立凯严重违纪问题进行了立案审查，决定给予孙立凯开除党籍、开除公职处分；将其涉嫌犯罪问题及线索移送司法机关依法处理。
- 9月2日，内蒙古自治区鄂尔多斯市政府原副市长、市公安局原党委书记、局长王会师严重违纪违法，被开除党籍、开除公职，其涉嫌犯罪问题及线索移送司法机关依法处理。
- 9月2日，河北省石家庄经济学院原党委书记郝东恒涉嫌严重违纪违法，接受组织调查。
- 9月8日，中共广西壮族自治区纪委对广西新华书店集团股份有限公司原党委副书记、副董事长、总经理李小勇严重违纪违法问题进行了立案审查，决定给予李小勇开除党籍、开除公职处分；将其涉嫌犯罪问题移送司法机关依法处理。给予李小勇开除公职处分由广西壮族自治区监察厅按程序报广西壮族自治区人民政府批准。
- 9月8日，海南省商务厅原副巡视员王学钟涉嫌严重违纪，接受组织调查。
- 9月12日，中共辽宁省丹东市委常委、总工会主席耿玉礓涉嫌严重违纪违法，接受组织调查。
- 9月14日，中共广东省纪委对省司法厅原党委委员，省戒毒管理局原党委书记、局长陈达严重违纪问题进行立案审查，决定给予陈达开除党籍处分；由省监察厅报省政府批准，给予其开除公职处分；收缴其违纪所得。此前，司法机关已对陈达涉嫌犯罪问题立案侦查。
- 9月14日，中共辽宁省大连市委常委、长兴岛经济技术开发区（长兴岛临港工业区）管委会主任、党工委书记金程涉嫌严重违纪违法，接受组织调查。
- 9月14日，人力资源和社会保障部失业保险司司长左春文涉嫌严重违纪，接受组织调查。
- 9月15日，四川省遂宁市人大常委会党组成员、副主任王俊涉嫌严重违纪违法，接受组织调查。
- 9月15日，中国人民解放军新闻门户网站“中國軍網”公佈了近期查處的1名軍級以上幹部重大案件，陈列如下[10]：
  - 中共武警部队纪委对武警交通指挥部原总工程师缪贵荣涉嫌严重违纪问题立案调查，日前已将其涉嫌犯罪问题及线索移送军事检察机关立案侦查。
- 9月16日，贵州省遵义市人大常委会副主任戴贵兵涉嫌严重违纪，接受组织调查。
- 9月16日，中共辽宁省抚顺市委副书记、市长栾庆伟涉嫌严重违纪违法，接受组织调查。
- 9月16日，中国证监会主席助理张育军涉嫌严重违纪，接受组织调查。
- 9月17日，中共广东省纪委对省人大常委会原副秘书长陈华一严重违纪问题进行了立案审查，决定给予陈华一开除党籍、开除公职处分，法院依法判处其有期徒刑15年。
- 9月17日，浙江省丽水学院党委副书记胡雄光涉嫌严重违纪，接受组织调查。
- 9月18日，山东省青岛报业传媒集团有限公司总经理、董事、青岛日报社党委副书记王海涛涉嫌严重违纪，接受组织调查。
- 9月20日，大连银行党委委员、行长王劲平涉嫌严重违纪违法，接受组织调查。
- 9月22日，上海市金山区副区长陆瑾涉嫌严重违纪违法，接受组织调查。
- 9月22日，江西省国防科学技术工业办公室党组成员、副主任廖晓凌涉嫌严重违纪，接受组织调查。
- 9月22日，辽宁省国土资源厅原巡视员张儒普涉嫌严重违纪违法，接受组织调查。
- 9月22日，中共广东省深圳市纪律检查委员会对深圳市振业（集团）股份有限公司原党委书记、董事长李永明的严重违纪问题进行了立案审查，决定给予李永明开除党籍处分；将其涉嫌犯罪问题及线索移送司法机关依法处理。
- 9月22日，国家宗教事务局党组成员、副局长张乐斌涉嫌严重违纪，接受组织调查。
- 9月24日，中共中央纪委对国家体育总局原副局长、党组成员肖天严重违纪问题进行了立案审查，决定给予肖天开除党籍处分；由监察部报国务院批准，给予其行政开除处分；收缴其违纪所得；将其涉嫌犯罪问题、线索及所涉款物移送司法机关依法处理。
- 9月24日，湖北省司法厅副厅长鲁志宏因涉嫌严重违纪，接受组织调查。
- 9月25日，广东省机场管理集团原总裁、党委副书记刘子静涉嫌严重违纪问题，接受组织调查。
- 9月26日，中共广东省纪委对中共广东省委农办原副主任、省扶贫办原主任莫定伟严重违纪问题进行立案审查，决定给予莫定伟开除党籍、开除公职处分；收缴其违纪所得。此前，司法机关已对莫定伟涉嫌犯罪问题立案侦查。
- 9月28日，中共广西壮族自治区纪委对广西右江民族医学院党委常委、副院长农乐根违纪问题进行了立案审查。经中共广西壮族自治区纪委审议并报中共广西壮族自治区委员会批准，决定给予农乐根开除党籍处分；由广西壮族自治区监察厅报广西壮族自治区人民政府批准，给予其行政撤职处分，按主任科员安排工作，重新确定工资档次；收缴其违纪所得。
- 9月29日，中共辽宁省纪委对省人大常委、法制委员会主任委员张家成（省司法厅原厅长、党组书记）涉嫌严重违纪问题进行了立案审查，决定给予张家成开除党籍、开除公职处分；收缴其违纪所得；将其涉嫌犯罪问题移送司法机关依法处理。
- 9月29日，中共辽宁省纪委对中国医科大学副校长肖玉平涉嫌严重违纪问题进行了立案审查，决定给予肖玉平开除党籍处分；由监察厅报请省政府批准给予开除公职处分；收缴其违纪所得；将其涉嫌犯罪问题移送司法机关依法处理。
- 9月29日，中共辽宁省纪委对鞍山市委常委、总工会主席韩文彬涉嫌违纪问题进行了立案审查，决定按程序免去韩文彬鞍山市总工会主席职务，给予其撤销党内职务处分，降为正处级非领导职务。
- 9月29日，中共湖北省纪委对咸宁市人大常委会原副主任、原党组成员周亨华严重违纪问题进行了立案审查，决定给予周亨华开除党籍、开除公职处分；收缴其违纪所得；将其涉嫌犯罪问题及线索移送司法机关依法处理。
- 9月29日，中共湖北省纪委对省农垦事业管理局原副局长、原党组成员李寿垓严重违纪问题进行了立案审查，决定给予李寿垓开除党籍处分；由湖北省监察厅报请湖北省人民政府批准，给予李寿垓行政开除处分；将其涉嫌犯罪问题及线索移送司法机关依法处理。
- 9月29日，中共中央纪委对最高人民法院原副院长、党组成员奚晓明严重违纪问题进行了立案审查，决定给予奚晓明开除党籍处分；由最高人民法院依据有关规定，给予其开除公职处分；责令退赔违纪款；将其涉嫌犯罪问题及所涉款物移送司法机关依法处理。
- 9月30日，中共广东省纪委对广东扶贫基金理事会理事长、省水利厅原厅长黄柏青严重违纪问题进行立案审查，决定给予黄柏青开除党籍处分；经省监察厅报省政府批准，决定给予其行政开除处分；收缴其违纪所得。此前，司法机关已对黄柏青涉嫌犯罪问题立案侦查。
- 9月30日，中国人民解放军新闻门户网站“中國軍網”公佈了近期查處的1名軍級以上幹部重大案件，陈列如下[11]：
  - 日前，军事检察机关对广州军区空军原政委王玉发涉嫌违法犯罪问题立案侦查。

## 10月
- 10月7日，中共福建省委副书记、省长苏树林涉嫌严重违纪，接受组织调查。
- 10月8日，中共广西壮族自治区纪委对广西壮族自治区烟草专卖局（公司）原党组成员、副局长、副总经理谈天江严重违纪违法问题进行了立案审查，决定给予谈天江开除党籍处分；建议国家烟草专卖局依照有关规定取消谈天江退休待遇；将谈天江涉嫌犯罪问题及线索移送司法机关依法处理。
- 10月8日，中共广西壮族自治区纪委对广西壮族自治区人大财政经济委员会原副主任委员唐成良严重违纪违法问题进行了立案审查，决定给予唐成良开除党籍处分，并取消其退休待遇，将其涉嫌犯罪问题及线索移送司法机关依法处理。
- 10月9日，贵州省黔南州政协副主席、党组成员闵路明涉嫌严重违纪，接受组织调查。
- 10月9日，辽宁省总工会副主席、党组成员李景涛涉嫌严重违纪，接受组织调查。
- 10月9日，中共广东省纪委对广东省农垦集团公司（农垦总局）原党组成员、董事、副总经理（副局长）陈剑峰严重违纪问题进行了立案审查，决定给予陈剑峰开除党籍处分；经省监察厅报省政府批准，决定给予其行政开除处分；收缴其违纪所得。此前，司法机关已对陈剑峰涉嫌犯罪问题立案侦查。
- 10月9日，中共中央纪委、监察部驻科技部纪检组监察局对科技日报社原副社长、机关党委书记汤东宁严重违纪问题进行了立案审查，决定给予汤东宁开除党籍、行政撤职处分，撤销其科技日报社副社长职务，由三级职员降为六级职员。
- 10月9日，中共吉林省纪委对吉林省农业科学院原党委书记、院长岳德荣严重违纪问题进行了立案审查，决定给予岳德荣开除党籍、开除公职处分。此前，岳德荣涉嫌犯罪问题、线索已移送司法机关依法处理。
- 10月10日，中共云南省纪委对云南省地矿局原党委书记、局长李晓明严重违纪问题进行了立案审查，决定给予李晓明开除党籍处分；收缴其违纪所得；涉嫌犯罪问题由司法机关依法处理。
- 10月10日，中共云南省纪委对云南省昆明市委常委、副市长谢新松严重违纪问题进行了立案审查，决定给予谢新松开除党籍、行政开除处分；收缴其违纪所得；涉嫌犯罪问题由司法机关依法处理。
- 10月10日，中共云南省纪委对云南省招商合作局副局长蔡江华严重违纪问题进行了立案审查，决定给予蔡江华开除党籍、开除公职处分；涉嫌犯罪问题由司法机关依法处理。
- 10月10日，中共云南省纪委对云南省大理州委常委、大理市委书记褚中志严重违纪问题进行了立案审查，决定给予褚中志开除党籍、开除公职处分；收缴其违纪所得；涉嫌犯罪问题由司法机关依法处理。
- 10月10日，广东省水利厅原巡视员彭泽英涉嫌严重违纪，接受组织调查。
- 10月10日，中共广东省深圳市纪委对市政协常委，市水务局原局长、党组书记张绮文严重违纪问题进行了立案审查，决定给予张绮文开除党籍、开除公职处分；收缴违纪所得。此前，司法机关己对张绮文涉嫌犯罪问题立案侦查。
- 10月12日，湖北省汉江中级人民法院公开宣判国务院国有资产监督管理委员会原主任蒋洁敏受贿、巨额财产来源不明、国有公司人员滥用职权案，一审判处有期徒刑16年，并处没收个人财产人民币100万元。蒋洁敏当庭表示服判，不上诉。
- 10月12日，中共吉林省纪委对吉林省体育局原党组书记、局长宋继新严重违纪问题进行了立案审查，决定给予宋继新开除党籍、行政开除处分。此前，宋继新涉嫌犯罪问题、线索已移送司法机关依法处理。
- 10月12日，中共吉林省纪委对吉林省体育局原党组成员、副局长佟景春严重违纪问题进行了立案审查，决定给予佟景春开除党籍、行政开除处分。此前，佟景春涉嫌犯罪问题、线索已移送司法机关依法处理。
- 10月12日，中共广东省纪委对省国资委原党委书记刘富才严重违纪问题进行立案审查，决定给予刘富才开除党籍处分；取消其退休待遇；收缴其违纪所得。
- 10月12日，河南省焦作市城乡一体化示范区管委会主任郑秋红(副厅级)涉嫌严重违纪，接受组织调查。
- 10月13日，重庆市潼南区副区长代重久涉嫌严重违纪，接受组织调查。
- 10月14日，河北省承德市市委书记郑雪碧涉嫌严重违纪，接受组织调查。
- 10月15日，中共广东省纪委对揭阳市人大常委会原副主任黄水利严重违纪问题进行了立案审查，决定给予黄水利开除党籍处分。
- 10月15日，中共天津市纪委对天津市公安局原副巡视员、二十一处处长庞文升，天津市公安交通管理局原副巡视员、副政委陈和平，天津市公安局法制办公室（法制总队）原党委副书记、政委孙晓乐，以及天津市公安交通管理局大港支队原政委、天津华同实业公司原总经理杜全顺严重违纪问题进行了立案审查，决定给予庞文升开除党籍、行政开除处分；给予陈和平开除党籍处分、取消其退休待遇；给予孙晓乐开除党籍、行政开除处分；给予杜全顺开除党籍处分、取消其退休待遇。此前，司法机关已分别对庞文升、陈和平、孙晓乐、杜全顺四人涉嫌犯罪问题立案侦查。
- 10月16日，江苏省丰县县长郭学习涉嫌严重违纪，接受组织调查。
- 10月16日，吉林省纪委、中央纪委驻教育部纪检组对东北师范大学原党委常委、副校长张治国严重违纪问题进行了立案审查，决定给予张治国开除党籍处分，追缴张治国违纪所得。依据《事业单位工作人员处分暂行规定》，教育部决定给予张治国行政开除处分。此前，张治国涉嫌犯罪问题、线索已移送司法机关依法处理。
- 10月16日，中共安徽省池州市委副书记王强涉嫌严重违纪，接受组织调查。
- 10月16日，中共中央纪委对第十八届中央委员，河北省委原书记、省人大常委会原主任周本顺严重违纪问题进行了立案审查，决定给予周本顺开除党籍、开除公职处分；收缴其违纪所得；将其涉嫌犯罪问题、线索及所涉款物移送司法机关依法处理。给予其开除党籍的处分，待召开中央委员会全体会议时予以追认。
- 10月16日，中共中央纪委对第十八届中央委员，国家安全生产监督管理总局原党组书记、局长杨栋梁严重违纪问题进行了立案审查，决定给予杨栋梁开除党籍处分；由监察部报国务院批准，给予其行政开除处分；收缴其违纪所得；将其涉嫌犯罪问题、线索及所涉款物移送司法机关依法处理。给予其开除党籍的处分，待召开中央委员会全体会议时予以追认。
- 10月16日，中共中央纪委对第十八届中央候补委员，内蒙古自治区党委原常委、自治区政府原副主席潘逸阳严重违纪问题进行了立案审查,决定给予潘逸阳开除党籍处分；由监察部报国务院批准，给予其行政开除处分；收缴其违纪所得；将其涉嫌犯罪问题、线索及所涉款物移送司法机关依法处理。给予其开除党籍的处分，待召开中央委员会全体会议时予以追认。
- 10月16日，中共中央纪委对第十八届中央候补委员，广西壮族自治区党委原常委、南宁市委原书记余远辉严重违纪问题进行了立案审查，决定给予余远辉开除党籍、开除公职处分；收缴其违纪所得；将其涉嫌犯罪问题、线索及所涉款物移送司法机关依法处理。给予其开除党籍的处分，待召开中央委员会全体会议时予以追认。
- 10月19日，国家发改委社会发展司司长王威涉嫌严重违纪，接受组织调查。
  - 副司长任伟涉嫌严重违纪，接受组织调查。
  - 生活质量处调研员周和宇涉嫌严重违纪，接受组织调查。
- 10月20日，广东省江门市人大常委会副主任聂党权涉嫌严重违纪，接受组织调查。
- 10月21日，中国人民解放军新闻门户网站“中国军网”公佈了近期查處的1名軍級以上幹部重大案件，陈列如下[12]：
  - 经中共中央军委纪委批准，中共总后勤部纪委对总后勤部军需物资油料部原副部长周国泰涉嫌严重违纪问题立案调查，日前已将其涉嫌犯罪问题及线索移送军事检察机关立案侦查。
- 10月22日，辽宁省盘锦市政协副主席刘铁鹰涉嫌严重违纪，接受组织调查。
- 10月22日，中共黑龙江省纪委对黑龙江省地方志办公室原副厅级干部付延成严重违纪问题进行了立案调查，决定给予付延成开除党籍处分；由省监察厅报请省政府批准给予其行政开除处分；将其涉嫌犯罪问题及线索移送司法机关依法处理。
- 10月22日，中共黑龙江省纪委对中共黑龙江省通河县委原书记赵欣严重违纪问题进行了立案审查，决定给予赵欣开除党籍、开除公职处分。
- 10月22日，中共黑龙江省纪委对中共黑龙江省甘南县委原书记梁光严重违纪问题进行了立案审查，决定给予梁光开除党籍、开除公职处分；收缴其违纪所得；将其涉嫌犯罪问题及线索移送司法机关依法处理。
- 10月22日，中共福建省纪委对中国移动通信集团福建有限公司原党组成员、副总经理林柏江严重违纪问题进行了立案审查，决定给予林柏江开除党籍处分；收缴其违纪所得；其涉嫌犯罪问题及其他线索已移送司法机关依法处理。
- 10月22日，中共福建省纪委对省公安消防总队原副总队长欧阳天秋严重违纪问题进行立案审查，决定给予欧阳天秋开除党籍处分，由公安机关对其退休待遇等作出相应处理；收缴其违纪所得；其涉嫌犯罪问题及其他线索已移送司法机关依法处理。
- 10月22日，中共湖南省纪委对湖南省司法厅原党组成员、副厅长万传友严重违纪问题进行了立案审查，决定给予万传友开除党籍处分；报省政府批准，给予其开除公职处分。对万传友涉嫌犯罪问题及线索，已移送司法机关依法处理。
- 10月22日，中共湖南省纪委对中南大学原副校长胡铁辉严重违纪问题进行了立案审查，决定给予胡铁辉开除党籍处分，同时建议教育部按相关规定和程序给予其开除公职处分。对胡铁辉涉嫌犯罪问题及线索，已移送司法机关依法处理。
- 10月22日，中共湖南省纪委对株洲市政协副主席王建平严重违纪问题进行了立案审查，决定给予王建平开除党籍、开除公职处分。对王建平涉嫌犯罪问题及线索，已移送司法机关依法处理。
- 10月22日，中共湖南省纪委对中国石油天然气股份有限公司湖南销售分公司原党委副书记、总经理徐国才严重违纪问题进行了立案审查，决定给予徐国才开除党籍处分，同时建议中国石油天然气集团公司按相关规定和程序给予其开除公职处分。对徐国才涉嫌犯罪问题及线索，已移送司法机关依法处理。
- 10月23日，宁夏黄河农村商业银行原副行长、党委委员贺立仁涉嫌严重违纪，接受组织调查。
- 10月23日，中共福建省纪委对福建中旅集团公司党委书记、董事长衷梅英严重违纪问题进行了立案审查，决定给予衷梅英开除党籍处分，由省监察厅报请省政府批准，给予其行政撤职处分，按正科级非领导职务安排工作。
- 10月23日，中共安徽省纪委对中共宿州市委原常委、组织部长蒋昌盛严重违纪问题进行了立案审查，决定给予蒋昌盛开除党籍、开除公职处分；收缴其违纪所得。
- 10月23日，中共安徽省纪委对安徽建筑大学原督导员夏鹭平严重违纪问题进行了立案审查，决定给予夏鹭平开除党籍处分；收缴其违纪所得；其涉嫌犯罪问题移送司法机关依法处理；停发退休待遇，待司法判决生效后再按有关规定处理。
- 10月23日，中共河南省委政法委副书记徐合民涉嫌严重违纪，接受组织调查。
- 10月24日，辽宁省本溪市原副市级干部杨新华涉嫌严重违纪，接受组织调查。
- 10月24日，中共福建省南平市纪委对武夷山市委原常委、常务副市长林春松违纪问题进行立案审查，决定给予林春松撤销党内职务、行政撤职处分，按正科级非领导职务安排。
- 10月24日，中共福建省纪委对省人力资源和社会保障厅原党组成员、副厅长黄小梅的泄密问题进行立案审查，决定给予黄小梅留党察看一年和行政撤职处分，按正处级非领导职务安排工作。
- 10月27日，中共广东省肇庆市原市委常委、常务副市长刘惠祥涉嫌严重违纪，接受组织调查。
- 10月28日，广东省湛江市副市长罗锡平涉嫌严重违纪，接受组织调查。
- 10月28日，中共重庆市纪委对重庆市巴南区检察院原检察长郭祖祥严重违纪问题进行了立案审查，决定给予郭祖祥开除党籍处分，由市检察院给予其开除公职处分。
- 10月29日，广东省潮州市政协主席、党组书记汤锡坤涉嫌严重违纪，接受组织调查。
- 10月30日，湖南省怀化市政协副主席黄泽春涉嫌严重违纪，接受组织调查。
- 10月30日，湖南省湘南学院党委书记肖地楚涉嫌严重违纪，接受组织调查。
- 10月30日，中共广西壮族自治区纪委对广西有色金属集团有限公司原党委书记、董事长李阳通严重违纪问题进行了立案审查，决定给予李阳通开除党籍处分；由自治区监察厅报自治区人民政府批准，取消其退休待遇；将其涉嫌犯罪问题、线索及所涉款物移送司法机关依法处理。
- 10月30日，中共广西壮族自治区纪委对自治区法制办公室原党组书记、主任林日华，原党组成员、纪检组组长李芳真和原副巡视员黄澍东3人的严重违纪问题进行了立案审查，决定给予林日华开除党籍处分，由自治区监察厅报自治区人民政府批准，给予其行政撤职处分，按副主任科员安排工作，重新确定工资级别、档次，收缴其违纪所得；给予李芳真撤销党内职务处分，按正处级安排工作，重新确定工资级别、档次；给予黄澍东党内严重警告处分。
- 10月30日，中共四川省纪委对眉山市人大常委会原副主任于忠平严重违纪违法问题进行了立案审查，决定给予于忠平开除党籍、开除公职处分；收缴其违纪所得；将其涉嫌犯罪的问题及涉案款物移送司法机关依法处理。
- 10月30日，中共中央纪委对吉林省政府原党组成员、副省长谷春立严重违纪问题进行了立案审查,决定给予谷春立开除党籍处分；由监察部报国务院批准，给予其行政开除处分；收缴其违纪所得；将其涉嫌犯罪问题、线索及所涉款物移送司法机关依法处理。
- 10月30日，中共中央纪委对西藏自治区人大常委会原党组成员、副主任乐大克严重违纪问题进行了立案审查，决定给予乐大克开除党籍、开除公职处分；将其涉嫌犯罪问题、线索及所涉款物移送司法机关依法处理。

## 11月
- 11月2日，东风汽车公司党委副书记、董事、总经理朱福寿涉嫌严重违纪，接受组织调查。
- 11月2日，中共新疆维吾尔自治区纪委对自治区扶贫办原党组书记、主任赵国明严重违纪问题进行了立案审查，决定给予赵国明开除党籍处分；由自治区监察厅报自治区人民政府批准，给予其行政开除处分；收缴其违纪所得；将其涉嫌违法犯罪问题及线索移送司法机关依法处理。
- 11月2日，中共新疆维吾尔自治区纪委对新疆日报社原党委书记、总编辑、副社长赵新尉严重违纪问题进行了立案审查，决定给予赵新尉开除党籍、开除公职处分；收缴其违纪所得；将其涉嫌违法犯罪问题及线索移送司法机关依法处理。
- 11月3日，河南省周口市公安局原局长姚天民涉嫌严重违纪，接受组织调查。
- 11月3日，湖北省十堰市副厅级干部王旋涉嫌严重违纪，接受组织调查。
- 11月3日，内蒙古自治区通辽市副市长许亚林涉嫌严重违纪，接受组织调查。
- 11月3日，中共公安部纪委、驻部监察局对新疆公安边防总队原总队长张根恒（副军职）、内蒙古公安厅现役工作办公室原主任李文利（正师职）等22名公安现役干部严重违纪问题进行了立案审查。
  - 决定给予张根恒开除党籍处分，按程序报批开除军籍；涉嫌犯罪问题、线索移送司法机关依法处理。
  - 决定给予李文利开除党籍、开除军籍处分；涉嫌犯罪问题、线索移送司法机关依法处理。
  - 公安部警卫局原副局长尹志山留党察看一年、撤职、副军职降为正师职，按程序报批由武警少将警衔降为大校警衔。
  - 江苏消防总队原总队长马德文（副军职）留党察看一年
  - 陕西公安边防总队原政委孙晓峰开除党籍、撤职、正师职降为副营职。
  - 上海市公安局现役工作办公室原主任蔡胜留党察看一年、撤职、正师职降为正团职。
  - 河北公安边防总队原总队长刘元祥留党察看一年、降低退休待遇、正师职降为副师职。
- 11月4日， 中国南方航空集团公司党组副书记、总经理，中国南方航空股份有限公司董事长司献民涉嫌严重违纪，接受组织调查。
- 11月6日，广东省环保厅厅长李清涉嫌严重违纪，接受组织调查。
- 11月6日，宁夏回族自治区政府副主席白雪山涉嫌严重违纪，接受组织调查。
- 11月6日，中共辽宁省纪委对阜新市委原常委、阜新矿业（集团）有限责任公司原董事长、党委书记刘福祥涉嫌严重违纪问题进行了立案审查，决定给予刘福祥开除党籍处分；由监察厅报请省政府批准给予行政开除处分；收缴其违纪所得；将其涉嫌犯罪问题、线索及所涉款物移送司法机关依法处理。
- 11月6日，中共辽宁省纪委对辽河凌河保护区管理局原副局长李锋德涉嫌严重违纪问题进行了立案审查，决定给予李锋德开除党籍处分；由监察厅报请省政府批准给予行政开除处分；收缴其违纪所得；将其涉嫌犯罪问题、线索及所涉款物移送司法机关依法处理。
- 11月8日，中共广东省广州市原市委常委、政法委书记吴沙涉嫌严重违纪，接受组织调查。
- 11月9日，中共天津市和平区区委常委、常务副区长石季壮涉嫌严重违纪，接受组织调查。
- 11月9日，河北省石家庄学院副院长赵丽娟涉嫌严重违纪，接受组织调查。
- 11月10日，陕西省渭南市人民政府副市长袁军晓涉嫌严重违纪，接受组织调查。
- 11月10日，中共上海市委常委、副市长艾宝俊涉嫌严重违纪，接受组织调查。
- 11月11日，十八届中共中央候补委员、中共北京市委副书记吕锡文涉嫌严重违纪，接受组织调查。
- 11月11日，中共中央纪委对国家行政学院原党委委员、副院长何家成严重违纪问题进行了立案审查，决定给予何家成开除党籍处分；由监察部报国务院批准，给予其行政开除处分；收缴其违纪所得；将其涉嫌犯罪问题、线索及所涉款物移送司法机关依法处理。
- 11月12日，新疆维吾尔自治区人大和田地区工委党组副书记、主任吾提库尔·阿里木涉嫌严重违纪，接受组织调查。
- 11月13日，中国证券监督管理委员会党委委员、副主席姚刚涉嫌严重违纪，接受组织调查。
- 11月13日，中国人民解放军新闻门户网站“中國軍網”公佈了近期查處的2名軍級以上幹部重大案件，陈列如下[13]：
  - 中共中央军委纪委对第二炮兵工程大学原副政委吴瑞忠涉嫌严重违纪问题进行立案调查，日前已将其涉嫌犯罪问题及线索移送军事检察机关依法处理。
  - 中共武警部队纪委对武警交通指挥部原副司令员瞿木田涉嫌严重违纪问题进行立案调查，日前已将其涉嫌犯罪问题及线索移送军事检察机关立案侦查。
- 11月16日，中共黑龙江省纪委对齐齐哈尔市人大常委会原主任杨信严重违纪问题进行了立案审查，决定给予杨信开除党籍处分，取消其退休待遇；收缴其违纪所得；将其涉嫌犯罪问题、巨额财产来源不明犯罪线索及所涉款物移送司法机关依法处理。
- 11月16日，中共黑龙江省纪委对省林业厅副厅长、党组成员李跃民严重违纪问题进行了立案审查，决定给予李跃民开除党籍处分；由省监察厅报请省政府批准给予其行政开除处分；收缴其违纪所得；将其涉嫌犯罪问题、线索及所涉款物移送司法机关依法处理。
- 11月17日，中共湖南省张家界市委常委、副市长程丹峰涉嫌严重违纪，接受组织调查。
- 11月17日，湖南省益阳市政府党组成员、副厅级干部李霖涉嫌严重违纪，接受组织调查。
- 11月18日，福建省厦门市政府党组成员、副市长李栋梁涉嫌严重违纪，接受组织调查。
- 11月19日，中共广西壮族自治区纪委对自治区高级人民法院党组成员、副院长兰海宁严重违纪问题进行了立案审查，决定给予兰海宁开除党籍、行政撤职处分。
- 11月19日，中共湖南省纪委对省委组织部原副部长、省委老干部局原局长常世雄严重违纪问题进行了立案审查，决定给予常世雄同志撤销党内职务处分。
- 11月20日，内蒙古自治区乌海市市委书记侯凤岐涉嫌严重违纪，接受组织调查。
- 11月20日，中共中央纪委驻交通运输部纪检组对交通运输部规划研究院原副院长（副局级）、党委委员张宝胜严重违纪问题进行了立案审查，经中央纪委驻交通运输部纪检组研究、中共交通运输部党组同意，按程序给予张宝胜开除党籍、行政开除处分；将其涉嫌犯罪问题、线索移送司法机关依法处理。
- 11月20日，中国银监会查处银行业协会党委书记王岩岫（正局长级），辽宁银监局党委书记、局长李林，银监会党委组织部副部长、人事部副主任窦仁政，河南南阳银监分局原党委书记、局长姜凤黎4起违纪案件。
  - 依据有关规定，给予王岩岫撤销党内职务、行政降级处分。
  - 依据有关规定，给予李林党内警告处分。
  - 依据有关规定，给予窦仁政党内严重警告处分，同时调离现岗位。
  - 依据有关规定，给予姜凤黎撤销党内职务、行政撤职处分。
- 11月21日，中国出口信用保险公司首席审计官、审计部总经理、监事会办公室主任马仑涉嫌严重违纪，接受组织调查。
- 11月21日，中国出口信用保险公司纪委对党委办公室/办公室主任胡正明违纪问题进行了立案审查，给予胡正明同志党内严重警告处分，调离党委办公室/办公室主任岗位。
- 11月23日，中共安徽省池州市委常委、安徽省江南产业集中区党工委书记、管委会主任张权发涉嫌严重违纪，接受组织调查。
- 11月24日，湖北机场集团公司党委委员、总会计师曹其跃涉嫌严重违纪，接受组织调查。
- 11月24日，中共四川省成都市委副书记李昆学涉嫌严重违纪，接受组织调查。
- 11月24日，中国民用航空局党组成员、副局长周来振涉嫌严重违纪，接受组织调查。
- 11月24日，中共福建省纪委对福建农林大学党委原副书记翁善波严重违纪问题进行立案审查，决定给予翁善波开除党籍处分，取消退休待遇；收缴其违纪所得；其涉嫌犯罪问题及其他线索已移送司法机关依法处理。
- 11月25日，中共四川省遂宁市委常委、市纪委书记冉涛涉嫌严重违纪，接受组织调查。
- 11月26日，中共山东省青岛市市纪委对青岛日报社党委原副书记、报业传媒集团原总经理王海涛严重违纪问题进行了立案审查，决定给予王海涛开除党籍、开除公职处分，收缴其违纪所得；王海涛涉嫌犯罪问题、线索及所涉款物，移送司法机关依法处理。
- 11月26日，中共江西省纪委对抚州市委原常委、临川区委原书记李智富严重违纪问题进行立案审查,决定给予李智富开除党籍处分，取消其副厅级待遇，降为副处级非领导职务；收缴其违纪所得。
- 11月26日，中共江西省纪委对新余高新技术产业开发区党工委原副书记、管委会原主任任光明严重违纪问题进行立案审查,决定给予任光明开除党籍处分，按程序给予其行政撤职处分，降为主任科员；收缴其违纪所得。
- 11月29日，中共广东省纪委对省检察院反渎职侵权局原局长、检委会原委员杜言严重违纪问题进行了立案审查，决定给予杜言开除党籍处分；收缴其违纪所得；将其涉嫌犯罪问题、线索移送司法机关依法处理。

## 12月
- 12月1日，中共安徽省委巡视组原副组长方克友涉嫌严重违纪，接受组织调查。
- 12月1日，中共福建省纪委对福建省能源集团有限责任公司党委原委员、纪委原书记江国河严重违纪问题进行立案审查,决定给予江国河开除党籍、开除公职处分；收缴其违纪所得；其涉嫌犯罪问题及其他线索已移送司法机关依法处理。
- 12月1日，中共河北省纪委对衡水市政协原主席、党组书记王宝军严重违纪问题进行了立案审查，决定给予王宝军开除党籍、开除公职处分；收缴其违纪所得；将其涉嫌犯罪问题、线索及所涉款物移送司法机关依法处理。
- 12月1日，中共河北省纪委对河北省民政厅原副厅长、党组副书记刘万青严重违纪问题进行了立案审查，决定给予刘万青开除党籍处分；由省监察厅报省政府批准，给予其行政开除处分；收缴其违纪所得；将其涉嫌犯罪问题、线索及所涉款物移送司法机关依法处理。
- 12月1日，中共河北省纪委对河北港口集团有限公司原副董事长、总经理、党委副书记李敏严重违纪问题进行了立案审查，决定给予李敏开除党籍处分；由省监察厅报省政府批准，给予其行政开除处分；将其涉嫌犯罪问题、线索及所涉款物移送司法机关依法处理。
- 12月2日，湖南日报社党组书记、社长覃晓光涉嫌严重违纪，接受组织调查。
- 12月2日，江苏省常州市人大常委会原副主任沈瑞卿涉嫌严重违纪，接受组织调查。
- 12月3日，河北省唐山市人大常委会原副主任侯志宇涉嫌严重违纪，接受组织调查。
- 12月3日，中共山西省纪委对第十届中共山西省委委员、省委巡视组原组长刘向东严重违纪问题进行了立案审查，决定给予刘向东开除党籍处分；经山西省委批准，决定给予其开除公职处分；收缴其违纪所得；将其涉嫌犯罪问题、线索及所涉款物移送司法机关依法处理。
- 12月3日，经中共湖南省纪委立案审查并报经省委常委会议批准，决定对陈四海、李自成、黄泽春、高建国等4名严重违纪的厅级领导干部给予开除党籍、开除公职处分。
  - 决定给予中共岳阳市委原常委、副市长陈四海开除党籍处分；报省政府批准，决定给予其开除公职处分。对陈四海涉嫌犯罪问题及线索，已移送司法机关依法处理。
  - 决定给予怀化市原副市长李自成开除党籍处分；报省政府批准，决定给予其开除公职处分。对李自成涉嫌犯罪问题及线索，已移送司法机关依法处理。
  - 决定给予怀化市政协原副主席黄泽春开除党籍、开除公职处分，并将其涉嫌犯罪问题及线索移送司法机关依法处理。
  - 决定给予张家界市政协原副主席高建国开除党籍、开除公职处分。对高建国涉嫌犯罪问题及线索，已移送司法机关依法处理。
- 12月7日，中共四川省广安市委常委蒋英胜涉嫌严重违纪，接受组织调查。
- 12月7日，甘肃省嘉峪关市政协原副主席魏万林涉嫌严重违纪，接受组织调查。
- 12月7日，中共安徽省纪委对安徽省人民政府发展研究中心原党组书记、主任吴克明严重违纪问题进行了立案审查，决定给予其开除公职处分；收缴其违纪所得；其涉嫌犯罪问题及线索，移送司法机关依法处理。
- 12月7日，中共安徽省纪委对安徽广播电视台原党委书记、台长张苏洲严重违纪问题进行了立案审查，决定给予张苏洲开除党籍处分；经安徽省监察厅研究并报安徽省人民政府批准，决定给予其开除公职处分；收缴其违纪所得。张苏洲涉嫌犯罪问题、线索及所涉款物已移送司法机关依法处理。
- 12月7日，中共安徽省纪委对安徽广播电视台原党委委员、副台长赵红梅严重违纪问题进行了立案审查，决定给予其开除公职处分；收缴其违纪所得；赵红梅涉嫌犯罪问题，由司法机关依法处理。
- 12月7日，中共湖南省纪委、中共中央纪委驻教育部纪检组对中南大学原党委常委、副校长胡铁辉严重违纪问题进行了立案审查，决定给予胡铁辉开除党籍处分。依据《事业单位工作人员处分暂行规定》等有关规定，教育部决定给予胡铁辉行政开除处分。此前，对胡铁辉涉嫌犯罪问题及线索，已移送司法机关依法处理。
- 12月8日，黑龙江省人大常委会党组书记、副主任盖如垠涉嫌严重违纪，接受组织调查。
- 12月8日，广东省广州市人大常委会城建环资工委主任李廷贵因涉嫌严重违纪，接受组织调查。
- 12月8日，广东省清远职业技术学院党委书记苏浩志涉嫌严重违纪，接受组织调查。
- 12月9日，中共湖北省纪委对省新闻出版广电局原党组成员、省版权局原副局长陈连生严重违纪问题进行了立案审查，决定给予陈连生开除党籍处分；由省监察厅报请省政府批准给予其行政开除处分；将其涉嫌犯罪问题及线索移送司法机关依法处理。
- 12月9日，中共湖北省纪委对湖北日报传媒集团原党委委员、原总经理杨步国严重违纪问题进行了立案审查，决定给予杨步国开除党籍处分；由省监察厅报请省政府批准取消其全部退休待遇；将其涉嫌犯罪问题及线索移送司法机关依法处理。
- 12月9日，中共湖北省纪委对中南建筑设计院股份有限公司原党委副书记、原总经理张建华严重违纪问题进行了立案审查，决定给予张建华开除党籍处分；由省监察厅报请省政府批准给予其开除公职处分；将其涉嫌犯罪问题及线索移送司法机关依法处理。
- 12月9日，中共湖北省纪委对随州市委原常委、市政府原副市长陈传根严重违纪问题进行了立案审查，决定给予陈传根开除党籍处分；由省监察厅报请省政府批准给予其行政开除处分；将其涉嫌犯罪问题及线索移送司法机关依法处理。
- 12月10日，中国人民解放军新闻门户网站“中国军网”公布了近期查处的1名军级以上干部重大案件，陈列如下[14]：
  - 军事检察机关对总装备部通用装备保障部原部长李明泉涉嫌违法犯罪问题进行立案侦查。
- 12月10日，天津市东丽区副区长张洪宝涉嫌严重违纪，接受组织调查。
- 12月10日，天津百利机械装备集团有限公司副总经理吴树元涉嫌严重违纪，接受组织调查。
- 12月11日，中共中央纪委驻环境保护部纪检组对环境保护部科技标准司司长熊跃辉严重违纪问题进行了立案审查，决定给予熊跃辉开除党籍处分；依据《行政机关公务员处分条例》有关规定，环境保护部决定给予其开除公职处分；将其涉嫌犯罪问题、线索移送司法机关依法处理。
- 12月12日，中共福建省纪委对福建省经济和信息化委员会原党组副书记、副主任卢增荣严重违纪问题进行立案审查，决定给予卢增荣开除党籍处分；由省监察厅报请省政府批准，给予其行政开除处分；收缴其违纪所得；其涉嫌犯罪问题及其他线索已移送司法机关依法处理。
- 12月14日，中共江西省纪委对九江市人大常委会原党组成员、副主任王利严重违纪问题进行立案审查，决定给予王利开除党籍处分，取消其副厅级待遇，降为副处级非领导职务；收缴其违纪所得。
- 12月15日，中共河北省纪委对邢台市原副市长李全保严重违纪问题进行了立案审查，决定给予李全保开除党籍、行政开除处分。
- 12月15日，中共辽宁省纪委对省国土资源厅原巡视员张儒普涉嫌严重违纪问题进行了立案审查，决定给予张儒普开除党籍处分，取消其正厅级待遇，按规定调整其退休费待遇；收缴其违纪所得；将其涉嫌犯罪问题、线索及所涉款物移送司法机关依法处理。
- 12月16日，中共河北省纪委对清河县委原书记冀东书（副厅级）严重违纪问题进行了立案审查，决定给予冀东书开除党籍、开除公职处分；收缴其违纪所得；将其涉嫌犯罪问题、线索及所涉款物移送司法机关依法处理。
- 12月16日，中共河北省纪委对宁晋县委原书记李江山（副厅级）严重违纪问题进行了立案审查，决定给予李江山开除党籍、开除公职处分；收缴其违纪所得；将其涉嫌犯罪问题、线索及所涉款物移送司法机关依法处理。
- 12月16日，甘肃省酒泉钢铁（集团）有限责任公司董事、副总经理王铁成涉嫌严重违纪，接受组织调查。
- 12月17日，江西省质量技术监督局副巡视员李安运涉嫌严重违纪，接受组织调查。
- 12月17日，新疆维吾尔自治区伊犁州国有资产监督管理委员会党组副书记、主任（副厅长级）曹鲁胜涉嫌严重违纪，接受组织调查。
- 12月22日，中共辽宁省纪委对抚顺市委原副书记、市政府原市长栾庆伟涉嫌严重违纪问题进行了立案审查，决定给予栾庆伟开除党籍处分；由监察厅报请省政府批准给予行政开除处分；收缴其违纪所得；将其涉嫌犯罪问题、线索及所涉款物移送司法机关依法处理。
- 12月22日，中共辽宁省纪委对省总工会原副主席、党组成员李景涛涉嫌严重违纪问题进行了立案审查，决定给予李景涛开除党籍、开除公职处分；收缴其违纪所得；将其涉嫌犯罪问题、线索及所涉款物移送司法机关依法处理。
- 12月23日，天津市市容和园林管理委员会副主任袁东升，涉嫌严重违纪，接受组织调查。
- 12月23日，原天津立达（集团）有限公司党委书记、总经理任津明（正局级）涉嫌严重违纪，接受组织调查。
- 12月23日，鞍钢集团工程技术发展有限公司董事长、党委筹建组组长陈国峰（鞍钢集团总经理助理级）涉嫌严重违纪，接受组织调查。
- 12月24日，中共新疆维吾尔自治区纪委对博尔塔拉蒙古自治州原党委常委、统战部原部长郭向毅严重违纪问题进行了立案审查，决定给予郭向毅开除党籍、行政开除处分；收缴其违纪所得；将其涉嫌违法犯罪问题及线索移送司法机关依法处理。
- 12月24日，经中共湖南省纪委立案审查并报经中共湖南省委批准，决定给予谢清纯、王建根、肖地楚、廖秋文等4名厅级领导干部开除党籍处分。
  - 决定给予中共株洲市委原常委、政法委书记谢清纯开除党籍、开除公职处分。对谢清纯涉嫌犯罪问题及线索，已移送司法机关依法处理。
  - 决定给予湖南移动公司原党组书记、董事长兼总经理王建根开除党籍处分，并建议中国移动通信集团公司按照相关规定给予王建根开除公职处分。对王建根涉嫌犯罪问题及线索，已移送司法机关依法处理。
  - 决定给予湘南学院党委书记肖地楚开除党籍、开除公职处分；并将其涉嫌犯罪问题及线索移送司法机关依法处理。
  - 决定给予永州市政协原副主席廖秋文开除党籍、行政撤职处分，并按主任科员重新确定职级。
- 12月25日，新疆维吾尔自治区人民检察院党组成员、副检察长（正厅级）史少林涉嫌严重违纪，接受组织调查。
- 12月25日，中共广东省纪委对中山市委原副书记、政法委原书记邓小兵严重违纪问题进行了立案审查，决定给予邓小兵开除党籍、开除公职处分；收缴其违纪所得；将其涉嫌犯罪问题、线索移送司法机关依法处理。
- 12月25日，中共广西壮族自治区纪委对自治区安全生产监督管理局原党组成员、副局长李仕庆严重违纪问题进行了立案审查，决定给予李仕庆开除党籍、开除公职处分，并将其涉嫌犯罪问题及线索移送司法机关依法处理。给予李仕庆开除公职处分由广西壮族自治区监察厅按程序报广西壮族自治区人民政府批准。
- 12月25日，中共广东省委原常委、广州市委原书记万庆良受贿案在南宁市中级人民法院开庭审判，万庆良被控受贿1亿1125万元，万当庭认罪。
- 12月26日，中共山西省纪委对吕梁市市委原常委、副市长张中生严重违纪问题进行了立案审查，决定给予张中生开除党籍处分，取消其退休待遇；收缴其违纪所得；将其涉嫌犯罪问题、线索及所涉款物移送司法机关依法处理。
- 12月27日，中国联通集团有限公司原党组书记、董事长，现中国电信集团公司党组书记、董事长常小兵涉嫌严重违纪，接受组织调查。
- 12月28日，广西有色金属集团有限公司原董事、副总经理、党委委员李赋屏因涉嫌严重违纪，接受组织调查。
- 12月28日，中共中央纪委驻全国人大机关纪检组对全国人大常委会办公厅离退休干部局副巡视员杨绍丞严重违纪问题进行立案审查，决定给予杨绍丞开除党籍处分；参照《行政机关公务员处分条例》有关规定，全国人大常委会办公厅决定给予其开除公职处分。
- 12月28日，中共中央纪委对宁夏回族自治区政府原党组成员、副主席白雪山严重违纪问题进行了立案审查，决定给予白雪山开除党籍处分；由监察部报国务院批准，给予其行政开除处分；将其涉嫌犯罪问题、线索及所涉款物移送司法机关依法处理。
- 12月29日，中共安徽省六安市委督查组原副组长陈新民（副厅级）涉嫌严重违纪，接受组织调查。
- 12月29日，中共安徽省纪委对黄山市委原常委、原副市长张文明涉嫌严重违纪问题进行了立案审查，决定给予张文明开除党籍处分；经监察厅报请省政府批准给予行政开除处分；张文明涉嫌犯罪问题、线索及所涉款物，移送司法机关依法处理。
- 12月29日，中共安徽省纪委对黄山市委原委员、市政协原副主席覃金平涉嫌严重违纪问题进行了立案审查，决定给予覃金平开除党籍、开除公职处分；收缴其违纪所得；覃金平涉嫌犯罪问题及线索，移送司法机关依法处理。
- 12月29日，国家能源局煤炭司原副司长魏鹏远受贿、巨额财产来源不明案在河北省保定市中级人民法院开庭。起诉书指控，魏鹏远非法收受请托共计折合人民币21170余万元，另有共计折合人民币13109余万元的财产不能说明来源。
- 12月31日，中共浙江省台州市委原书记吴蔚荣涉嫌违纪，接受组织调查。
- 12月31日，中共广东省纪委对佛山市政协原副主席廖东明的严重违纪问题进行了立案审查，决定给予廖东明开除党籍、开除公职处分；收缴违纪所得；将其涉嫌犯罪问题及线索移送司法机关依法处理。
- 12月31日，中共中央纪委驻国家发展和改革委员会纪检组对社会发展司司长王威、副司长任伟、生活质量处调研员周和宇3人严重违纪问题进行了立案审查，决定给予王威、任伟、周和宇3人开除党籍处分；依据《行政机关公务员处分条例》有关规定，国家发展和改革委员会决定给予王威、任伟、周和宇3人开除公职处分。